# Azerbaiyán
Azerbaiyán (en azerí: Azərbaycanⓘ), oficialmente República de Azerbaiyán (Azərbaycan Respublikası), es un país soberano de la región del Cáucaso, localizado entre Asia Occidental y Europa Oriental. Sin salida a ningún océano, limita al este con el mar Caspio, al norte con Rusia, al noroeste con Georgia, al oeste con Armenia y al sur con Irán. El exclave de Najicheván limita con Armenia al norte y al este, con Turquía al oeste y con Irán al suroeste.
El territorio azerí cuenta con una herencia cultural histórica y antigua, originalmente habitado por la civilización albanesa del Cáucaso (Aghvank), un pueblo local cristiano que contaba con su propio alfabeto, hasta la conquista islámica que apenas dejó rastros de este. Es un país musulmán con la tolerancia religiosa y apoyo al secularismo.
La inclusión de Azerbaiyán en el Gran Imperio Selyúcida en el siglo XI juega un papel importante en la formación del pueblo azerbaiyano. La formación de la nación azerbaiyana termina en el siglo XIII.
A principios del siglo XI, la región fue invadida gradualmente por oleadas de turcos Oghuz de Asia Central, que en ese momento adoptaron un nombre étnico turcomano. La primera de estas dinastías turcas fue el Imperio Selyúcida, que entró en Azerbaiyán en 1067.
Después de la muerte de Timur, surgieron en la región dos estados turcos independientes y rivales: Kara Koyunlu y Ak Koyunlu. Ak Koyunlu y Kara Koyunlu consistían principalmente en tribus turcas de habla azerí y tenían una estructura confederada de dos estados. Los Shirvanshahs, por otro lado, volvieron a ser independientes en este proceso y fortalecieron su gobiernos locales.
El idioma principal de los gobernantes safávidas era el azerí, se hablaba en el Palacio Safávida hasta el colapso del estado. Los señores feudales del estado estaban formados por las tribus Kizilbash de habla azerbaiyana. y tenían la ventaja en la administración del estado de manera similar, constituyeron el ejército estatal de los Safavids.
Después de la desintegración del Imperio Afshar en 1747, surgieron kanatos (reinos) de origen azerbaiyano en Azerbaiyán y el Azerbaiyán iraní. Este período se considera el período de fragmentación feudal de Azerbaiyán.
El período de los kanatos se considera el período de fragmentación feudal de Azerbaiyán. Así comenzó el período de medio siglo de la independencia de Azerbaiyán, aunque en condiciones de profunda desintegración política y guerra civil, nominalmente bajo el poder de la dinastía Kayar.
Después de las guerras ruso-persas de 1804–1813 y 1826–1828, la dinastía Kayar de Irán se vio obligado a ceder sus territorios del Cáucaso al Imperio ruso; los Tratados de Gulistán en 1813 y Turkmenchay en 1828 definen la frontera entre la Rusia zarista y el Irán Kajar
El territorio azerí cuenta con una herencia cultural histórica y antigua, originalmente habitado por la civilización albanesa del Cáucaso (Aghvank), un pueblo local cristiano que contaba con su propio alfabeto, hasta la conquista islámica que apenas dejó rastros de este. Es uno de los países musulmanes con mayor apoyo al secularismo y tolerancia religiosa. En 1918 se estableció la República Democrática de Azerbaiyán, la primera república secular y democrática en el mundo islámico, pero pasó a formar parte de la Unión Soviética desde 1920 hasta su independencia en 1991. Poco después, durante la Guerra de Alto Karabaj, Armenia ocupó la región del Alto Karabaj así como otros territorios y enclaves circundantes anteriormente en poder azerbaiyano, aunque en 2020 Azerbaiyán recuperó gran cantidad de esos territorios con una nueva guerra, alcanzando los restantes en la ofensiva de 2023. La República de Artsaj, que emergió en esta zona, se mantuvo sin el reconocimiento diplomático de ninguna nación y fue considerada de jure como parte de Azerbaiyán, pese a ser independiente de facto entre 1991 y 2024.
Azerbaiyán es una república constitucionalista, secular y unitaria. Es uno de los seis estados túrquicos independientes, así como un miembro activo del Consejo Túrquico y de la comunidad Türksoy. Además posee relaciones diplomáticas con 158 países y es miembro de 38 organizaciones internacionales. Es uno de los miembros fundadores de GUAM y de la Comunidad de Estados Independientes (CEI). El 9 de mayo de 2006, Azerbaiyán fue elegido miembro del recién creado Consejo de Derechos Humanos por la Asamblea General de las Naciones Unidas.
Después de obtener su independencia, Azerbaiyán alcanzó un nivel alto de desarrollo humano, económico y de alfabetización, así como niveles bajos de desempleo y homicidios comparados con otros países de la CEI y de Europa oriental. El 1 de enero de 2012, el país comenzó su periodo de dos años como miembro no permanente del Consejo de Seguridad de las Naciones Unidas. En 2015 el país ingresó como miembro observador al Foro de Países Exportadores de Gas (FPEG).

## Etimología
El nombre de Azerbaiyán, compartido por la república y por el Azerbaiyán iraní, proviene del nombre de Atropates, un sátrapa persa del Imperio aqueménida, quien fue reinstalado como sátrapa de Media bajo el mandato de Alejandro Magno y gobernó la región de Atropatene (el actual Azerbaiyán iraní). La palabra Atropates es una transliteración griega de un nombre compuesto del antiguo iraní, probablemente de Media, que quiere decir «Protector del Fuego (Sagrado)» o «La Tierra del Fuego (Sagrado)». Este nombre griego es mencionado por Diodoro Sículo y Estrabón. Durante los siguientes siglos, el nombre evolucionó a Aturpatakan y luego a Adharbadhagan, Adharbayagan y Azarbaydjan, hasta el actual Azerbaiyán. La palabra se puede traducir como «El Tesoro» o «El Tesorero de Fuego», o como «La Tierra del Fuego» en persa moderno.

## Historia

### Antigüedad

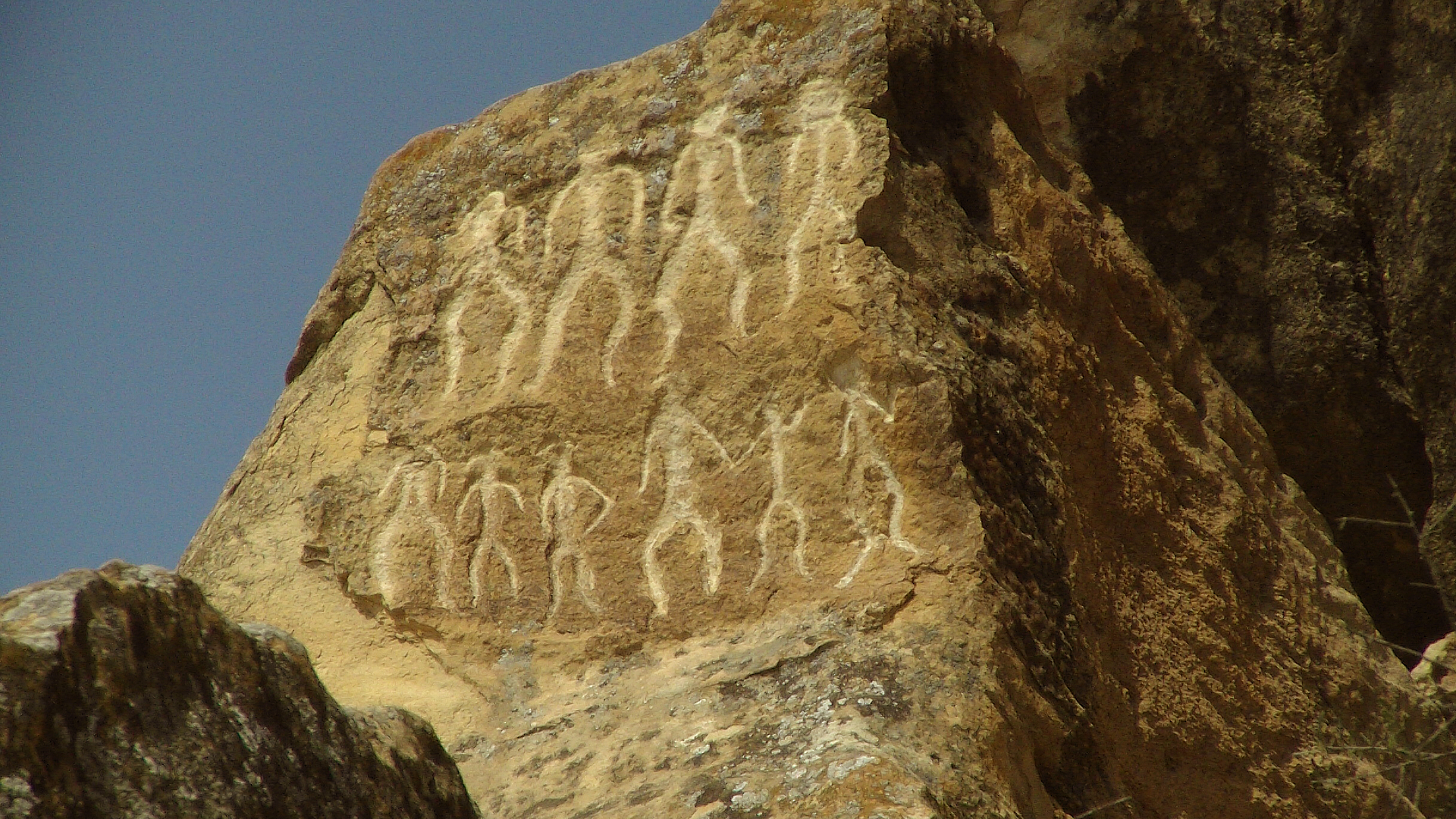
Petroglifos en Gobustán que datan del 10000 a. C., actualmente declarado Patrimonio de la Humanidad.

La evidencia más antigua de la presencia humana en el actual territorio azerí data de finales de la Edad de Piedra y está relacionado con la cultura Guruchay de la cueva Azykh. Las culturas del paleolítico superior y de la Edad de Bronce también dejaron vestigios en las cuevas de Tagilar, Damcili, Zar, Yataq-yeri y en la necrópolis de Leylatepe.
En el siglo IX a. C. se establecieron los primeros asentamientos escitas; después de estos, los medos dominaron la región al sur del río Aras. Los medos forjaron un imperio vasto entre los años 900 a 700 a. C., el cual fue integrado al Imperio aqueménida cerca del 550 a. C. Más adelante, la zona se volvió parte del Imperio de Alejandro Magno y su sucesor, el Imperio seléucida. Los albaneses caucásicos, habitantes originales de la región, establecieron un reino independiente alrededor del siglo IV a. C. Durante este período, el zoroastrismo se esparció por el Cáucaso y Atropatene.

### Era feudal

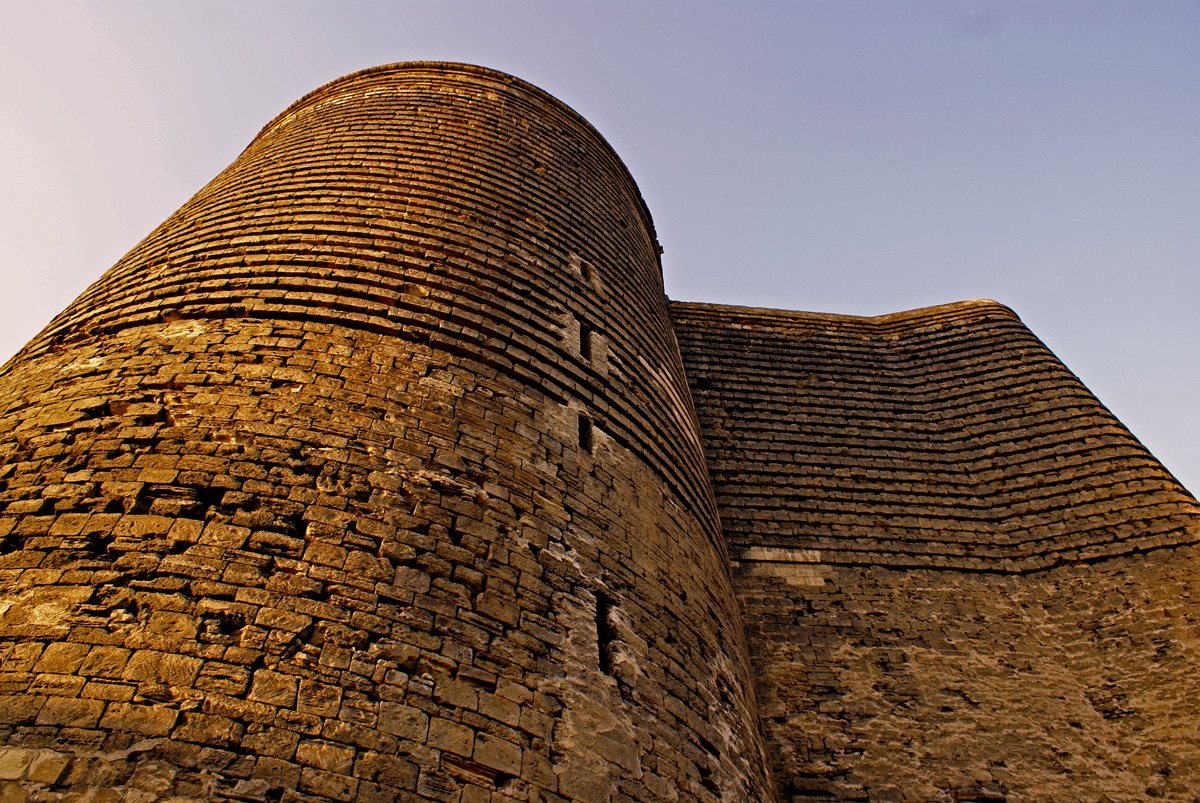
La Torre de la Doncella en la parte antigua de Bakú fue construida en el siglo XI.

En 252 d. C. los sasánidas convirtieron la Albania caucásica en un estado vasallo, mientras que el rey Urnayr adoptó oficialmente el cristianismo como la religión de Estado en el siglo IV. Pese a las numerosas conquistas por parte de los sasánidos y los bizantinos, Albania permaneció como un Estado semiindependiente hasta el siglo IX. En 667, el Califato Omeya expulsó a ambos ejércitos de la región y conquistó la Albania caucásica tras suprimir la resistencia cristiana liderada por el príncipe Javanshir. El vacío de poder dejado por el declive del Califato abasí fue cubierto por numerosas dinastías locales como los Saláridas, los Sáyidas, los Shaddádidas, los Rawádidas y los Búyidas. A principios del siglo XI, el territorio comenzó a ser atacado por oleadas de tribus túrquicas oguz provenientes de Asia Central.
Antes de la llegada de los túrquicos, la población nativa hablaba varias lenguas, como las lenguas caucásicas nororientales (que perviven en el norte), probablemente la lengua armenia; y una lengua irania conocida como antiguo azarí, el cual fue lentamente reemplazado desde el siglo XI por el azerí actual, una lengua túrquica, hasta que se extinguió completamente en el siglo XVI. Sin embargo, algunos lingüistas afirman que el tati hablado en Irán y Azerbaiyán por los tats es un remanente del azarí. La región fue anexada al Imperio selyúcida en el siglo XI, cuando se instauró el sistema de los atabegs para vigilar el territorio. Aunque técnicamente eran vasallos de los sultanes selyúcidas, a menudo los atabegs se convertían en dirigentes independientes de facto. Bajo el mandato selyúcida, los poetas locales como Nezamí Ganyaví y Khagani Shirvani impulsaron el florecimiento de la literatura persa en el territorio del actual Azerbaiyán. El siguiente Estado dominante fue el de la efímera dinastía Jalayérida, la cual cayó entre las conquistas de Tamerlán.

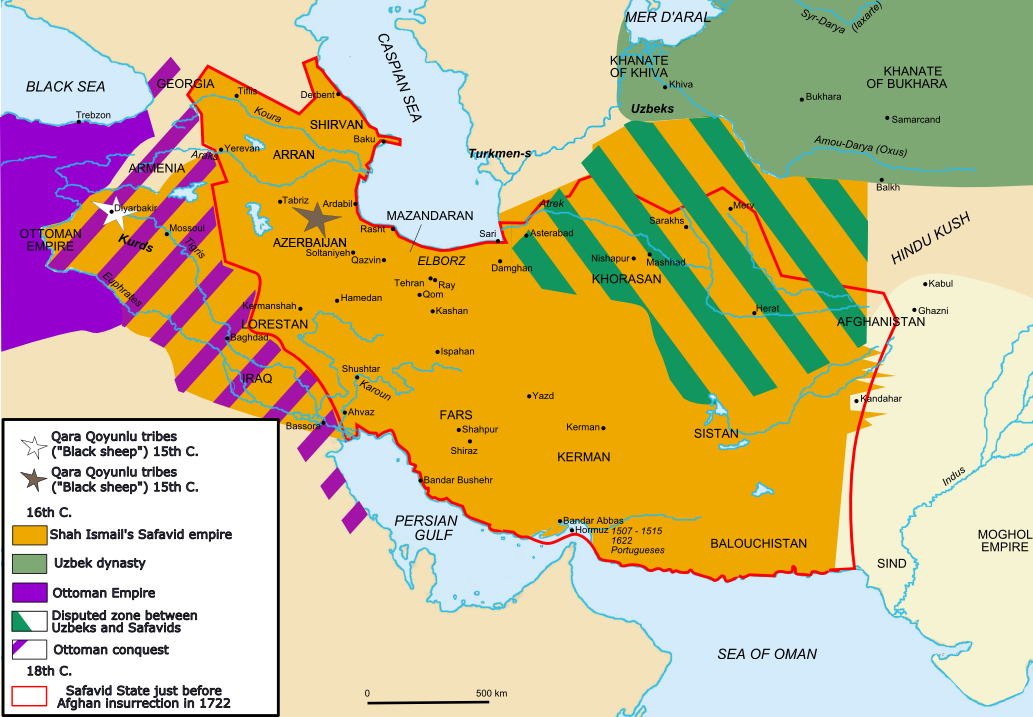
Mapa del Imperio safávida.

La dinastía local de los Shirvansháhs estuvo al servicio del Imperio timúrida en su lucha contra Toqtamish, el gobernante de la Horda de Oro. Después de la muerte de Tamerlán, surgieron dos estados túrquicos rivales: Kara Koyunlu y Ak Koyunlu que invadieron el Cáucaso desde el sur, aunque acabaron vencidos por el imperio otomano. Los Shirvansháhs regresaron al poder, manteniendo un alto grado de autonomía como gobernantes locales desde 861 hasta 1539. Durante el dominio de los Safávidas, se impuso el chiismo entre la población anteriormente suní, como parte de su lucha contra el Imperio otomano.

### Era moderna

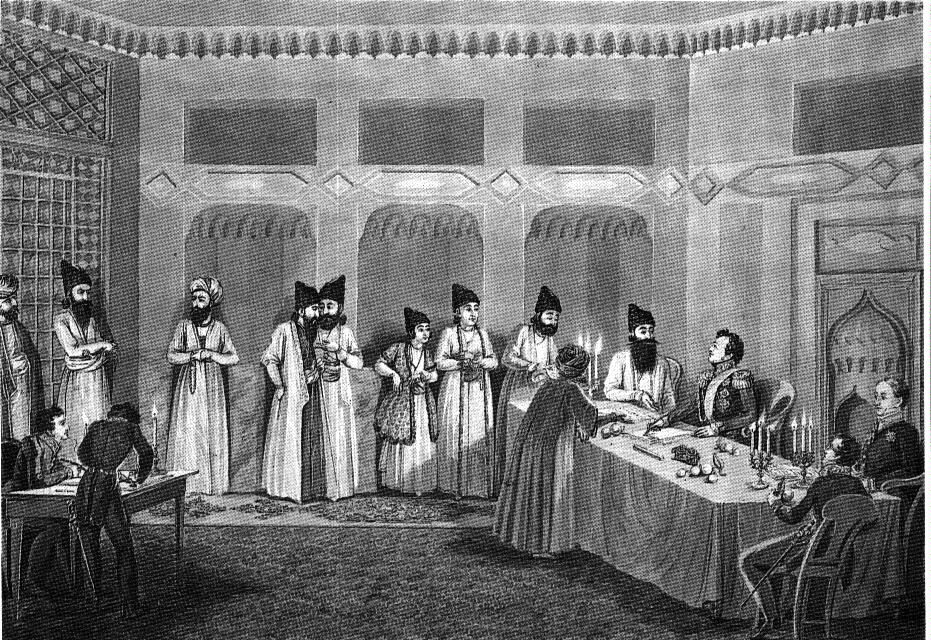
Firma del Tratado de Turkmenchay (1828), en el que Persia cedió los kanatos del Cáucaso al Imperio ruso.

Tras la caída de los Safávidas, el área fue dominada por las dinastías iraníes de Afshárida, Zand y brevemente por los Kayar. Después del colapso de la última dinastía, surgieron los kanatos independientes de facto. La breve y exitosa campaña rusa de 1812 terminó con el Tratado de Gulistán, en el cual se retiraron los reclamos de los sahs sobre algunos kanatos del Cáucaso, en virtud de que habían sido independientes de facto mucho antes de la ocupación rusa.
Los kanatos ejercieron el control exclusivo sobre las principales rutas del comercio entre Asia Central y el Occidente. Envueltos en una guerra constante, estos kanatos fueron incorporados finalmente al Imperio ruso en 1813, tras la Guerra ruso-persa. El área al norte del río Aras, una porción del actual territorio azerbaiyano, formó parte de Irán hasta que fue ocupada por Rusia. Con el Tratado de Turkmenchay, Persia reconoció la soberanía rusa sobre el Kanato de Ereván, el Kanato de Najicheván y el Kanato de Lankaran.
En 2007, durante la construcción de un estadio, se descubrió la fosa común de Quba. Los estudios realizados por científicos azerbaiyanos y extranjeros confirmaron que los restos humanos localizados en el lugar pertenecían a los residentes locales de varias nacionalidades, incluyendo judíos y lezguinos, que fueron asesinados en 1918 en una masacre ejecutada por los armenios.Para 2010, se habían hallado más de 600 cadáveres, incluyendo los restos de 50 niños y 100 mujeres.

Mapa de la República Democrática de Azerbaiyán publicado por la Conferencia de Paz de París (1919).

Después del colapso del Imperio ruso durante la Primera Guerra Mundial, Azerbaiyán, Armenia y Georgia formaron la efímera República Democrática Federal de Transcaucasia. Cuando se disolvió en mayo de 1918, Azerbaiyán declaró su independencia como la República Democrática de Azerbaiyán (RDA), la primera república parlamentaria moderna en el mundo islámico. Entre las principales aportaciones de este primer parlamento se encuentra el otorgar a las mujeres el derecho al voto, uno de los primeros países en la región en hacerlo. También se creó la Universidad Estatal de Bakú, la primera universidad moderna en el Medio Oriente.
Para marzo de 1920, la expansión de la Unión de las Repúblicas Socialistas Soviéticas (URSS) comenzó a ser una amenaza para Bakú. Vladímir Lenin dijo que la ocupación de la RDA estaba justificada porque la URSS no podría sobrevivir sin el petróleo bakuense. Tras únicamente 23 meses de vida independiente, el país fue invadido por el 11.º ejército rojo de los bolcheviques, que instauró la República Socialista Soviética de Azerbaiyán el 28 de abril de 1920. Aunque gran parte de los efectivos del recién formado ejército azerbaiyano se encontraba luchando contra una revuelta armenia desatada en Karabaj, Azerbaiyán no renunció a su breve independencia de manera fácil. Cerca de 20 000 soldados azerbaiyanos murieron como parte de la resistencia a la reconquista rusa.
El 13 de octubre de 1921, las repúblicas soviéticas de Rusia, Armenia, Azerbaiyán y Georgia firmaron un acuerdo con Turquía conocido como el Tratado de Kars. Según este, la anteriormente independiente RSS de Najicheván se convertiría en una república autónoma bajo la supervisión de la RSS de Azerbaiyán. Por otro lado, Armenia obtuvo la región de Zangezur y Turquía accedió a devolverle Gyumri (entonces conocido como Alexandropol).

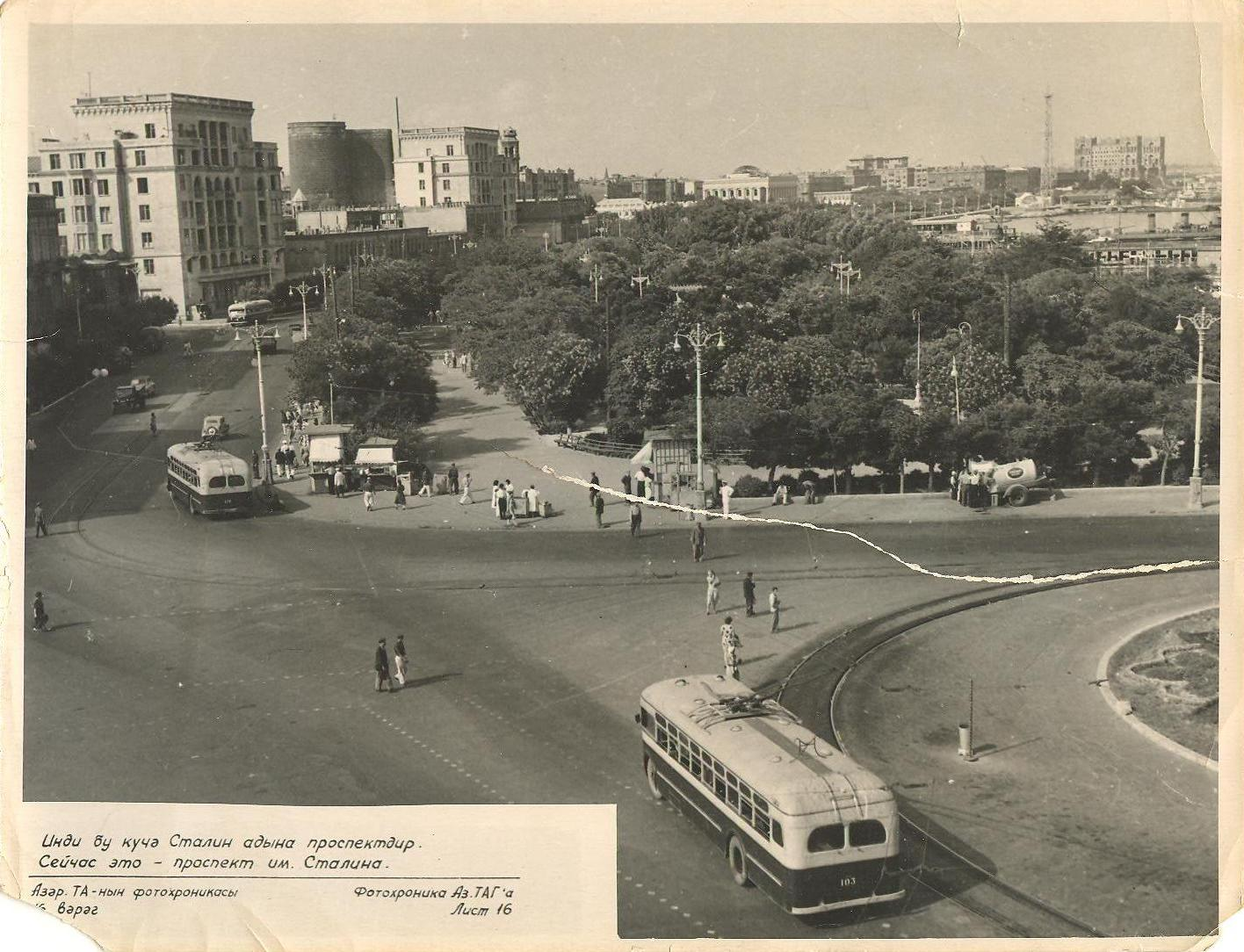
Bakú a principios de la década de 1950.

Durante la Segunda Guerra Mundial, Azerbaiyán jugó un papel crucial en la estrategia energética de la URSS, ya que la mayor parte del petróleo utilizado por el Frente Oriental provenía de Bakú. En febrero de 1942 y por decreto del Sóviet Supremo de la Unión Soviética, más de 500 trabajadores de la industria del petróleo en Azerbaiyán fueron honrados con órdenes y medallas. La Operación Edelweiss, ejecutada por la Wehrmacht alemán, tenía como blanco Bakú debido a su importancia como proveedor de energía para la URSS. Entre 1941 y 1945, un quinto de todos los azerbaiyanos pelearon en la Segunda Guerra Mundial. Aunque la población total de Azerbaiyán en ese momento era de 3,4 millones de habitantes, aproximadamente 600 000 efectivos pelearon en el frente de la batalla; cerca de 250 000 personas murieron en la guerra. Más de 130 azerbaiyanos fueron nombrados Héroes de la Unión Soviética, incluyendo al general de división Azi Aslanov, quien recibió dos veces esta distinción.
En la década de 1940, la amenaza de una invasión soviética a Irán hizo que este país cerrara su frontera norte y la mantuvo vigilada hasta los años 1990. Como otras naciones, en los setenta años de dominio soviético la RSS de Azerbaiyán sufrió opresión política y cultural, así como una forzada transición económica al comunismo. Al mismo tiempo, la población aumentó, así como los niveles de alfabetización y la industrialización. Durante la época de la Guerra Fría, miles de inmigrantes rusos y armenios llegaron a Azerbaiyán, aunque muchos de ellos abandonaron el país en la década de 1990. De acuerdo con el censo de 1970, había 510 000 rusos y 484 000 armenios en el país. Después de la década de 1960 se comenzaron a manifestar las primeras señales del declive socialista, el petróleo de Bakú empezó a perder su importancia en el abastecimiento de la URSS y la economía se contrajo. El presidente Heydar Aliyev, líder del Partido Comunista de Azerbaiyán, introdujo algunas mejoras a la situación del país, pero fue destituido tras el inicio de las políticas de la perestroika.

### República

Situación de la República de Artsaj entre 1994 y 2020, país independiente de facto.

Con la puesta en marcha de las políticas de la glásnost, iniciadas por Mijaíl Gorbachov surgieron los disturbios civiles y las luchas étnicas en diversas regiones de la Unión Soviética, entre ellas en Nagorno Karabaj, una región de la RSS de Azerbaiyán. En respuesta a la indiferencia de Moscú por el conflicto ya agravado, los disturbios en Azerbaiyán dieron lugar a llamamientos en favor de la independencia y la secesión, que culminaron en el enero negro en Bakú. En 1990, el Consejo Supremo de la RSS de Azerbaiyán retiró las palabras «Socialista Soviética» del nombre oficial del país, aprobó la Declaración de Soberanía de la República de Azerbaiyán y restauró la bandera de la RDA. El 18 de octubre de 1991, el Consejo Supremo de Azerbaiyán adoptó una declaración de independencia que fue afirmada por un referéndum nacional en diciembre siguiente, cuando la Unión Soviética se disolvió oficialmente.
Los primeros años de independencia fueron eclipsados por la Guerra de Nagorno Karabaj, en la que la población armenia de esta región pretendía la separación de Azerbaiyán y la unión con Armenia. Al final de las hostilidades en 1994, Azerbaiyán perdió el control del 16 % de su territorio, incluido el de Nagorno Karabaj. En el conflicto murieron cerca de 30 000 personas y más de un millón fueron desplazadas. Aunque cuatro resoluciones del Consejo de Seguridad de las Naciones Unidas (822, 853, 874 y 884) demandan «la retirada inmediata de todas las fuerzas armenias de todos los territorios azerbaiyanos ocupados», el conflicto aún persiste.
En 1993, el presidente democráticamente electo Abulfaz Elchibey fue derrocado por una insurrección militar liderada por el coronel Surat Huseynov, lo que se tradujo en la llegada al poder del exlíder soviético de Azerbaiyán, Heydar Aliyev. En 1994, el primer ministro Surat Huseynov intentó un golpe militar contra Aliyev, pero fue detenido y acusado de traición. En 1995, se evitó un intento de golpe de Estado por parte del comandante de la OMON Rovshan Javadov, el cual se saldó con la muerte de este último y la disolución de la OMON de Azerbaiyán. Durante su mandato, Aliyev logró reducir el desempleo en el país, desmantelar grupos criminales, establecer las instituciones fundamentales para un Estado independiente y llevó la paz y la estabilidad para mejorar la inversión extranjera. Al mismo tiempo, el país estuvo invadido por la corrupción en la burocracia gubernamental. En octubre de 1998, Aliyev fue reelegido para un segundo mandato. Pese a la mejora de la economía, particularmente con la explotación de diversos pozos petrolíferos, su gobierno fue criticado por un supuesto fraude electoral y corrupción.
Entre 2000 y 2001 se aumentaron los esfuerzos para mejorar las relaciones con los demás países de la región y se reanudaron las negociaciones sobre el futuro de Nagorno Karabaj, contando con la mediación de Francia y Turquía. También en 2001, Azerbaiyán sustituyó oficialmente el alfabeto cirílico por el latino, buscando con esta medida un acercamiento del país a Occidente. En 2003, Ilham Alíyev sucedió a su padre como presidente y su gobierno se ha encargado de mantener muchas de las políticas de su antecesor, así como procurar una mayor apertura a occidente y convertir a Azerbaiyán en una nación industrializada.
En 2020 Azerbaiyán recuperó gran cantidad de territorios del Nagorno Karabaj y aledaños que estaban bajo dominio armenio tras ganar la segunda guerra del Alto Karabaj (véase Acuerdo de alto el fuego en el Alto Karabaj de 2020).
El 20 de septiembre del 2023 Azerbaiyán firmó la capitulación con Artsaj tras la rápida ofensiva azerí de 2023, poniendo fin a su existencia como estado independiente el 1 de enero del 2024.

## Gobierno y política

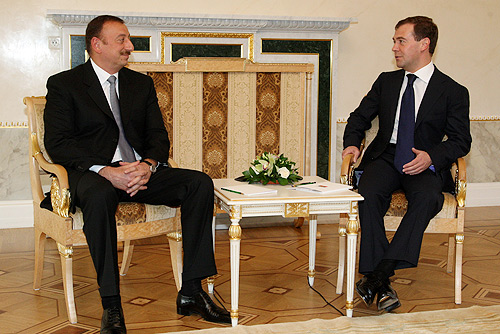
El presidente Ilham Aliyev con el presidente ruso Dmitri Medvédev durante la cumbre de la CEI de 2008.

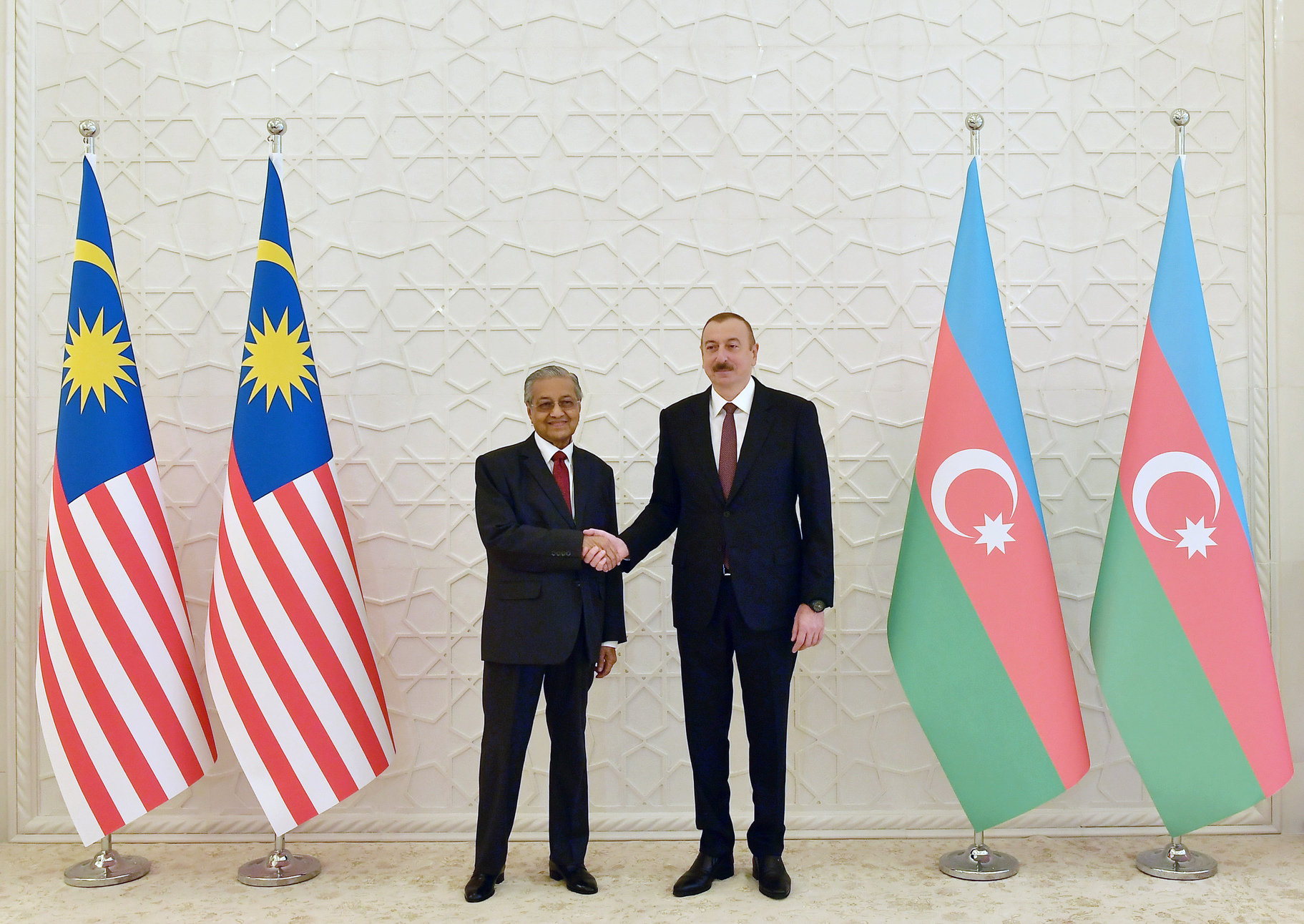
Ilham Aliyev junto a Primer ministro de Malasia Mahathir Mohamad (26 de octubre de 2019).

La formación estructural del sistema político azerbaiyano se completó con la adopción de una nueva constitución el 12 de noviembre de 1995. De acuerdo con el artículo 23 de la constitución, los símbolos nacionales son la bandera, el escudo y el himno nacional. El poder del Estado está limitado solo por la ley en asuntos internos, pero para asuntos internacionales también es limitado por las reglamentaciones de los acuerdos internacionales.
El gobierno de Azerbaiyán se basa en la división de poderes en tres ramas: legislativo, ejecutivo y judicial. El poder legislativo está constituido por la Asamblea Nacional unicameral y por la Asamblea Nacional Suprema en la República Autónoma de Najicheván. Las elecciones para la asamblea se celebran cada cinco años, el primer domingo de noviembre. El Partido Nuevo Azerbaiyán y otros partidos minoritarios, alineados con el gobierno actual, ocupan la mayor parte de los 125 asientos en la Asamblea. Los observadores europeos encontraron numerosas irregularidades durante la preparación y realización de las elecciones de 2010 en las que los partidos de la oposición, el Musavat y el Partido Frente Popular de Azerbaiyán, no lograron obtener un solo asiento.
El poder ejecutivo lo ejerce un presidente elegido para un periodo de cinco años mediante sufragio directo. El presidente está autorizado para conformar su propio gabinete, un órgano del poder ejecutivo subordinado al presidente, que normalmente consiste en el primer ministro, sus diputados y ministros. El presidente no tiene el derecho de disolver la Asamblea Nacional, pero tiene derecho de veto sobre sus decisiones. Para anular el veto presidencial, el parlamento debe tener una mayoría de 95 votos. El poder judicial está conformado por la Corte Constitucional, la Corte Suprema, la Corte de Apelación y los tribunales comunes; el presidente nombra a los jueces de estas cortes.
Creado el 10 de abril de 1997, el Consejo de Seguridad es un órgano deliberativo bajo el control del presidente, quien lo organiza según lo estipulado en la constitución. El departamento administrativo no forma parte de la oficina del presidente, pero maneja las actividades financieras, técnicas y del poder ejecutivo. Aunque Azerbaiyán ha realizado varias elecciones desde que obtuvo su independencia y cuenta con muchas instituciones formales para la democracia, en el informe Libertad en el Mundo 2012 elaborado por Freedom House es considerado como «no libre».

### Relaciones exteriores

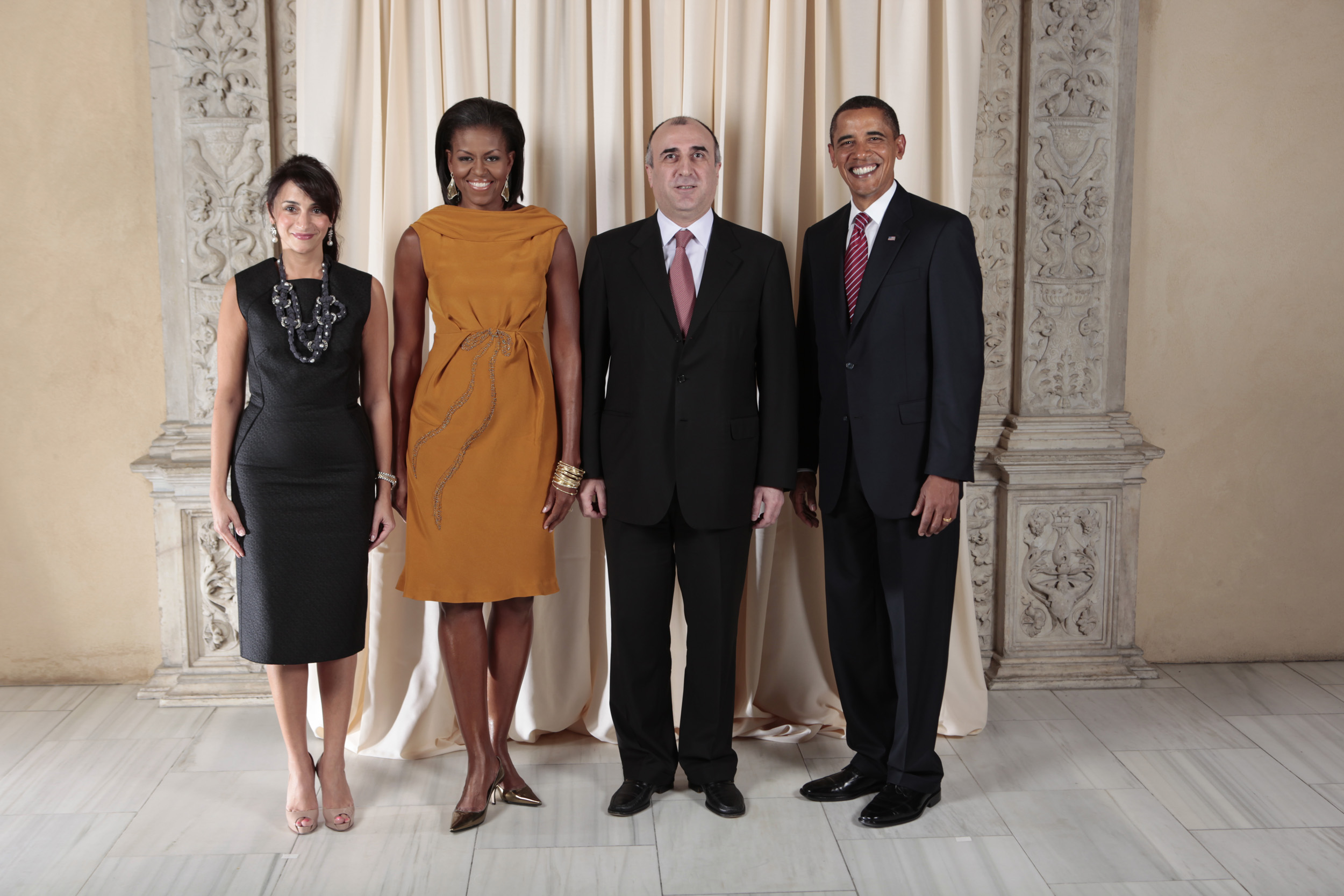
El ministro de relaciones exteriores Elmar Mammadyarov y su esposa junto con el presidente de los Estados Unidos Barack Obama y la primera dama Michelle Obama.

La efímera República Democrática de Azerbaiyán logró establecer relaciones diplomáticas con seis países, además de enviar representantes diplomáticos a Alemania y Finlandia. El proceso del reconocimiento internacional de la independencia azerbaiyana posterior a la caída de la Unión Soviética duró menos de un año. El último país en reconocer la independencia de Azerbaiyán fue Baréin, el 6 de noviembre de 1996. Las primeras relaciones diplomáticas con intercambio mutuo de misiones fueron establecidas con Turquía, Pakistán, Estados Unidos, Irán e Israel. Desde entonces, Azerbaiyán ha puesto un particular énfasis en su «relación especial» con Turquía. Es miembro fundador del Consejo Turco.
Para 2012, el país mantenía relaciones diplomáticas con 158 países, además de formar parte de 38 organizaciones internacionales. Es un miembro observador en el Movimiento de Países No Alineados y la Organización Mundial del Comercio, y un corresponsal de la Unión Internacional de Telecomunicaciones. El 9 de mayo de 2006, Azerbaiyán fue elegido para ser miembro del recién establecido Consejo de Derechos Humanos por la Asamblea General de las Naciones Unidas.
Las prioridades de la política exterior azerbaiyana incluyen: la restauración de su integridad territorial; la eliminación de las consecuencias de la pérdida de Nagorno-Karabaj y otros territorios; la integración en la estructura europea y euro-atlántica; contribuir a la seguridad internacional; la cooperación con organizaciones internacionales; la cooperación regional y en las relaciones bilaterales; fortalecimiento de las fuerzas de defensa; promoción de la seguridad por medio de políticas nacionales; fortalecimiento de la democracia; preservación de la tolerancia étnica y religiosa; apoyo a políticas científicas, educacionales y culturales con la preservación de los valores morales; desarrollo socioeconómico; refuerzo de la seguridad interna y fronteriza y la creación de nuevas políticas de migración, energía y seguridad en el transporte.
Azerbaiyán es un miembro activo de las coaliciones internacionales que luchan contra el terrorismo. El país contribuye a los esfuerzos por mantener la paz en Kosovo, Afganistán e Irak. También es un miembro activo del programa Asociación para la Paz de la OTAN, además de mantener buenas relaciones con la Unión Europea, en la cual podría solicitar su ingreso si las condiciones le son favorables.
A finales de 2007, el gobierno azerbaiyano anunció que la larga disputa sobre el territorio ocupado por Armenia estaba a punto de desencadenar una guerra si no se resolvía pronto. Para esto, el gobierno ha ido incrementando el presupuesto para la defensa. En Armenia, las sanciones económicas impuestas por sus vecinos han hecho que la economía se debilite, trayendo consigo el alza a los precios de los productos básicos y un gran declive en los ingresos del Estado.

### Fuerzas armadas
La historia del ejército moderno azerbaiyano comenzó en la época de la República Democrática, cuando se creó el Ejército Nacional el 26 de junio de 1918. Después de que Azerbaiyán recobrara su independencia tras la disolución de la Unión Soviética, el 9 de octubre de 1991, se fundaron las Fuerzas Armadas de Azerbaiyán, de acuerdo con lo estipulado en la Ley de las Fuerzas Armadas. La fecha de la creación del ejército de la RDA (26 de junio) se conmemora actualmente como el Día del ejército. En 2002, Azerbaiyán tenía 95 000 elementos activos en sus fuerzas armadas, además de 17 000 efectivos en las tropas paramilitares. Las fuerzas armadas se componen de tres ramas: el ejército, la fuerza aérea y la armada. Sin embargo, también engloban varios subgrupos militares que pueden intervenir en la defensa nacional si así se requiere. Entre estos se encuentran las Tropas Internas del Ministerio de Asuntos Interiores y el Servicio Estatal de Fronteras, el cual incluye la Guardia Costera. La Guardia Nacional de Azerbaiyán es otra de las fuerzas paramilitares que opera como una entidad semiindependiente del Servicio Estatal de Protección Especial, una agencia bajo el control del presidente.
Azerbaiyán se adhiere al Tratado de las Fuerzas Armadas Convencionales en Europa y ha firmado múltiples tratados internacionales sobre armamento. El país coopera cercanamente con la OTAN en diversos programas de mantenimiento de la paz, de modo que ha desplegado 151 soldados para el mantenimiento de la paz en Irak y otros 184 en Afganistán. En 2011, el presupuesto para el gasto militar fue de 4460 millones de dólares estadounidenses. El Ministerio de la Industria de la Defensa fábrica armas pequeñas, sistemas de artillería, tanques, binoculares de visión nocturna, bombas de aviación, vehículos militares automáticos, aviones y helicópteros militares.

### Derechos humanos
En materia de derechos humanos, respecto a la pertenencia a los siete organismos de la Carta Internacional de Derechos Humanos, que incluyen al Comité de Derechos Humanos (HRC), Azerbaiyán ha firmado o ratificado:
| Azerbaiyán | Tratados internacionales | Tratados internacionales | Tratados internacionales | Tratados internacionales | Tratados internacionales | Tratados internacionales | Tratados internacionales | Tratados internacionales | Tratados internacionales | Tratados internacionales | Tratados internacionales | Tratados internacionales | Tratados internacionales | Tratados internacionales | Tratados internacionales | Tratados internacionales | Tratados internacionales | Tratados internacionales |
| --- | --- | ------------------------ | --- | --- | --- | --- | ------------------------ | --- | ------------------------ | --- | ------------------------ | --- | ------------------------ | ------------------------ | ------------------------ | --- | ------------------------ | ------------------------ |
| Azerbaiyán | CESCR | CESCR                    | CCPR | CCPR | CCPR | CERD | CED                      | CEDAW | CEDAW                    | CAT | CAT                      | CRC | CRC                      | CRC                      | CRC                      | MWC | CRPD                     | CRPD                     |
| Azerbaiyán | CESCR | CESCR-OP                 | CCPR | CCPR-OP1 | CCPR-OP2-DP | CERD | CED                      | CEDAW | CEDAW-OP                 | CAT | CAT-OP                   | CRC | CRC-OP-AC                | CRC-OP-SC                | CRC-OP-CP                | MWC | CRPD                     | CRPD-OP                  |
| Pertenencia | Azerbaiyán ha reconocido la competencia de recibir y procesar comunicaciones individuales por parte de los órganos competentes. | Sin información.         | Azerbaiyán ha reconocido la competencia de recibir y procesar comunicaciones individuales por parte de los órganos competentes. | Azerbaiyán ha reconocido la competencia de recibir y procesar comunicaciones individuales por parte de los órganos competentes. | Azerbaiyán ha reconocido la competencia de recibir y procesar comunicaciones individuales por parte de los órganos competentes. | Azerbaiyán ha reconocido la competencia de recibir y procesar comunicaciones individuales por parte de los órganos competentes. | Sin información.         | Azerbaiyán ha reconocido la competencia de recibir y procesar comunicaciones individuales por parte de los órganos competentes. | Firmado y ratificado.    | Azerbaiyán ha reconocido la competencia de recibir y procesar comunicaciones individuales por parte de los órganos competentes. | Sin información.         | Azerbaiyán ha reconocido la competencia de recibir y procesar comunicaciones individuales por parte de los órganos competentes. | Firmado y ratificado.    | Firmado y ratificado.    | Sin información.         | Azerbaiyán ha reconocido la competencia de recibir y procesar comunicaciones individuales por parte de los órganos competentes. | Firmado y ratificado.    | Firmado y ratificado.    |
| Firmado y ratificado, firmado, pero no ratificado, ni firmado ni ratificado, sin información, ha accedido a firmar y ratificar el órgano en cuestión, pero también reconoce la competencia de recibir y procesar comunicaciones individuales por parte de los órganos competentes. | |                          | | | | |                          | |                          | |                          | |                          |                          |                          | |                          |                          |

## Organización territorial

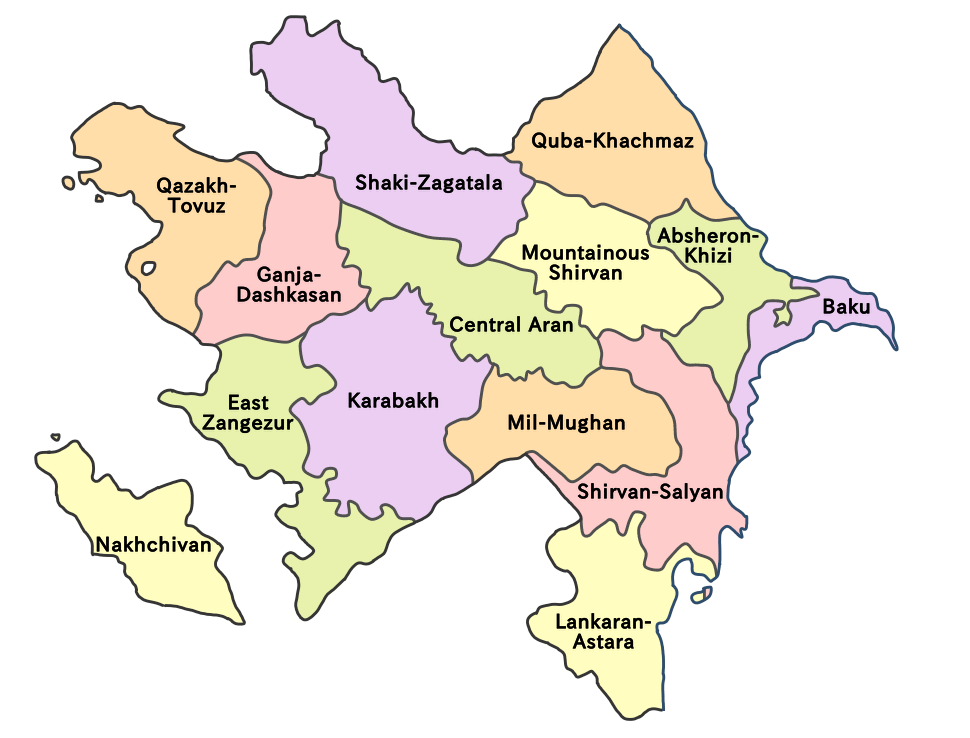
Regiones económicas de Azerbaiyán.

Distritos de Azerbaiyán.

Para fines de estadísticas y contabilidad, Azerbaiyán está dividido en catorce regiones económicas, las cuales se basan en los indicadores socioeconómicos compartidos por cada zona. Para fines políticos y electorales, la nación se divide en 66 raiones (rayonlar, singular rayon) y 77 ciudades (şəhərlər, singular şəhər), de las cuales 11 se encuentran bajo la autoridad directa de la república. Más aún, Azerbaiyán incluye la República Autónoma (muxtar respublika) de Najicheván. El presidente nombra a los gobernadores de cada división, mientras que el gobierno de Najicheván es elegido y aprobado por la Asamblea najichevita. La República Autónoma de Najicheván comprende siete distritos y una ciudad.
Según un decreto del presidente "Sobre la nueva división de regiones económicas en la República de Azerbaiyán" Azerbaiyán desde 7 de julio de 2021 está dividido en siguientes regiones económicas:
1. Bakú
2. Absherón-Jizi
3. Ganyá-Dashkasan
4. Sheki-Zagatala
5. Lankaran-Astara
6. Guba-Khachmaz
7. Aran Central
8. Karabaj
9. Zangezur Oriental
10. Shirván montañosa
11. Najicheván
12. Gazaj-Tovuz
13. Mil-Mughan
14. Shirván-Salyán

## Geografía

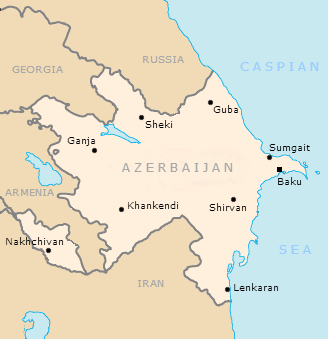
Azerbaiyán y sus principales ciudades.

Mapa político de Azerbaiyán.

Mapa físico de Azerbaiyán.

Azerbaiyán se encuentra en la región del Cáucaso Sur en Eurasia, entre Asia Occidental y Europa Oriental. Se ubica entre las latitudes 38° y 42° N y las longitudes 44° y 51° E. La longitud total de las fronteras del país es de 2648 km, de los cuales 996 km los comparte con Armenia, 689 km con Irán, 428 km con Georgia, 338 km con Rusia y 17 km con Turquía. No posee salida a ningún mar oceánico, pero tiene un litoral de 713 km con el mar Caspio. El territorio azerbaiyano mide 400 km de norte a sur y 500 km de oeste a este.
Tres accidentes geográficos predominan en Azerbaiyán: el mar Caspio, cuya costa forma una frontera natural al oriente, la cordillera del Gran Cáucaso al norte y las llanuras extensas del centro. El Gran Cáucaso, los montes Talysh y el Cáucaso Menor cubren cerca del 40 % de la superficie del país. El punto más alto es el monte Bazardüzü (4458 m s. n. m.), mientras que el punto más bajo se ubica en el mar Caspio (-28 m). Cerca de la mitad de todos los volcanes de lodo del planeta se concentran en Azerbaiyán.
Los ríos y lagos forman la mayor parte de la red hidrológica de Azerbaiyán y son la principal fuente de agua dulce. Se formaron durante un largo periodo geológico y cambiaron significativamente durante ese tiempo, lo que es particularmente evidente en los remanentes de ríos antiguos que existen por todo el país. Esta cuenca está bajo un cambio constante debido a las influencias naturales y las actividades humanas. Solo 24 de los 8350 ríos sobrepasan los 100 km de longitud. Todos estos ríos desembocan en el mar Caspio, al oriente. El lago más grande es el lago Sarysu (67 km²), mientras que el río más extenso es el Kurá (1515 km). Junto con el Aras, se dirigen hacia el oriente hasta la llanura de Kur-Araz, formando una red navegable que atraviesa el centro del país y desemboca en el mar Caspio. Las cuatro islas azerbaiyanas más grandes ocupan un área aproximada de 30 km² y de entre ellas destaca el archipiélago Bakú.

### Clima

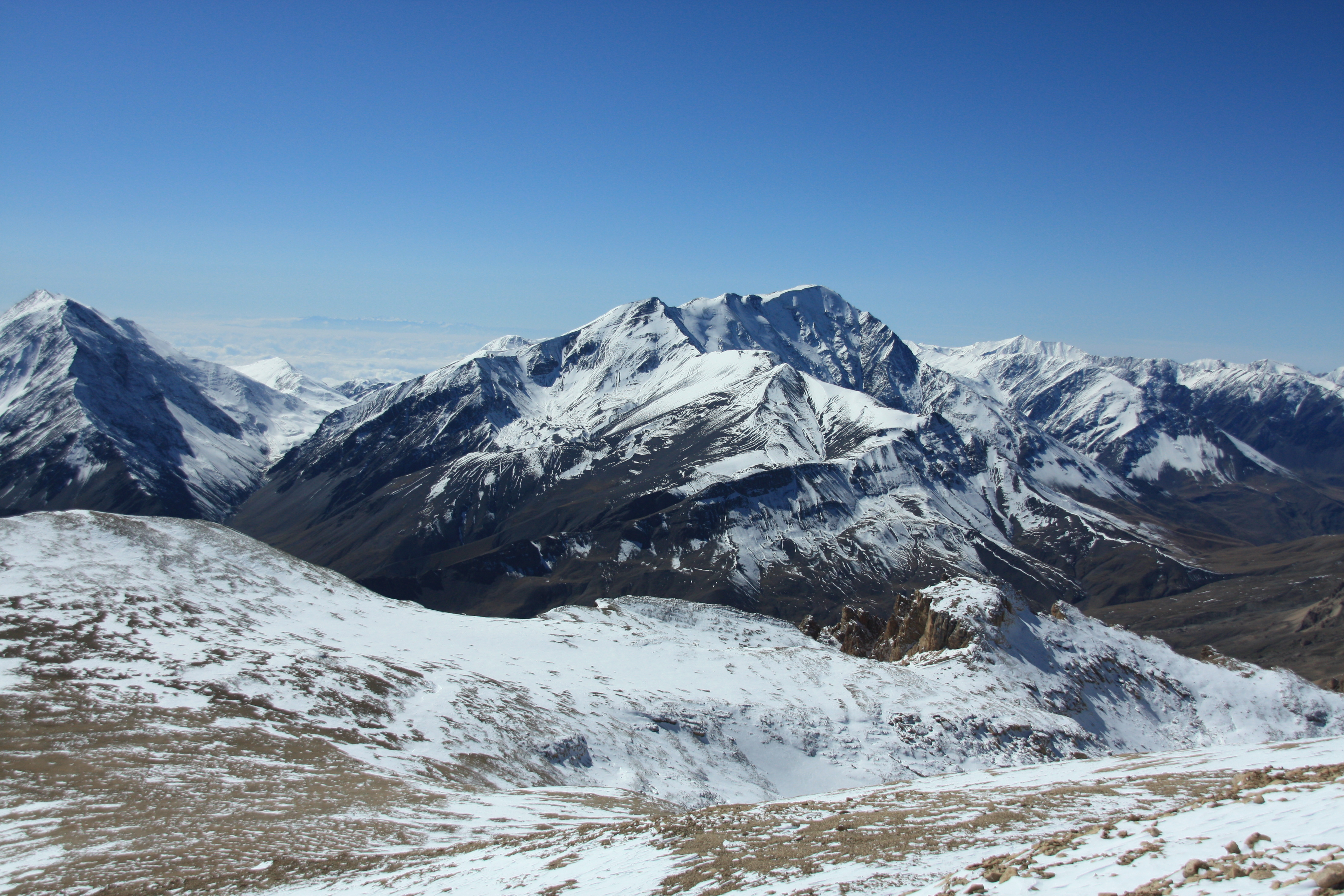
Monte Bazardüzü, el punto más alto de Azerbaiyán.

El clima de Azerbaiyán está influenciado particularmente por las masas de aire frío provenientes del Ártico llevadas por el anticiclón escandinavo, de Siberia y de Asia Central. Sin embargo, el paisaje variante de Azerbaiyán afecta a la manera en que estos fenómenos interactúan con el clima. El Gran Cáucaso protege al país de la influencia directa de las masas de aire frío que provienen del norte, lo que conduce a la formación de un clima subtropical en muchas de las planicies y piedemontes del país. Además, estas zonas se caracterizan por tener altos índices de radiación solar. Gracias a su diversidad geográfica, en Azerbaiyán se pueden encontrar nueve de los once climas existentes en la clasificación climática de Köppen. No obstante, el clima subtropical árido con veranos cálidos e inviernos templados es el que predomina en la mayor parte del país, también en su capital. Las temperaturas más frías (-33 °C) y más cálidas (46 °C) en el país fueron registradas en los raiones de Julfa y Ordubad. La precipitación máxima anual cae en Lankaran (1600 a 1800 mm) y la mínima en Abşeron (200 a 350 mm). La caída de nieve se restringe a las zonas altas y montañosas, principalmente en el norte.
| Parámetros climáticos promedio de Azerbaiyán | Parámetros climáticos promedio de Azerbaiyán | Parámetros climáticos promedio de Azerbaiyán | Parámetros climáticos promedio de Azerbaiyán | Parámetros climáticos promedio de Azerbaiyán | Parámetros climáticos promedio de Azerbaiyán | Parámetros climáticos promedio de Azerbaiyán | Parámetros climáticos promedio de Azerbaiyán | Parámetros climáticos promedio de Azerbaiyán | Parámetros climáticos promedio de Azerbaiyán | Parámetros climáticos promedio de Azerbaiyán | Parámetros climáticos promedio de Azerbaiyán | Parámetros climáticos promedio de Azerbaiyán | Parámetros climáticos promedio de Azerbaiyán |
| Mes                                          | Ene.                                         | Feb.                                         | Mar.                                         | Abr.                                         | May.                                         | Jun.                                         | Jul.                                         | Ago.                                         | Sep.                                         | Oct.                                         | Nov.                                         | Dic.                                         | Anual                                        |
| -------------------------------------------- | -------------------------------------------- | -------------------------------------------- | -------------------------------------------- | -------------------------------------------- | -------------------------------------------- | -------------------------------------------- | -------------------------------------------- | -------------------------------------------- | -------------------------------------------- | -------------------------------------------- | -------------------------------------------- | -------------------------------------------- | -------------------------------------------- |
| Temp. máx. media (°C)                        | 5                                            | 7                                            | 9                                            | 14                                           | 21                                           | 26                                           | 28                                           | 28                                           | 23                                           | 18                                           | 12                                           | 6                                            | 16.4                                         |
| Temp. media (°C)                             | 2                                            | 4                                            | 7                                            | 11                                           | 17                                           | 22                                           | 24                                           | 24                                           | 20                                           | 15                                           | 9                                            | 6                                            | 13.4                                         |
| Temp. mín. media (°C)                        | 0                                            | 2                                            | 4                                            | 8                                            | 13                                           | 18                                           | 20                                           | 20                                           | 17                                           | 12                                           | 7                                            | 2                                            | 4                                            |
| Precipitación total (mm)                     | 119                                          | 84                                           | 94                                           | 66                                           | 38                                           | 23                                           | 28                                           | 46                                           | 218                                          | 213                                          | 196                                          | 127                                          | 1252                                         |
| Días de precipitaciones (≥ )                 | 12                                           | 8                                            | 12                                           | 9                                            | 7                                            | 2                                            | 2                                            | 2                                            | 11                                           | 8                                            | 11                                           | 10                                           | 94                                           |
| Humedad relativa (%)                         | 79                                           | 78                                           | 80                                           | 76                                           | 71                                           | 63                                           | 61                                           | 63                                           | 73                                           | 81                                           | 81                                           | 83                                           | 74.1                                         |
| Fuente: Climatemps.com 19 de junio de 2013   |                                              |                                              |                                              |                                              |                                              |                                              |                                              |                                              |                                              |                                              |                                              |                                              |                                              |

### Medio ambiente

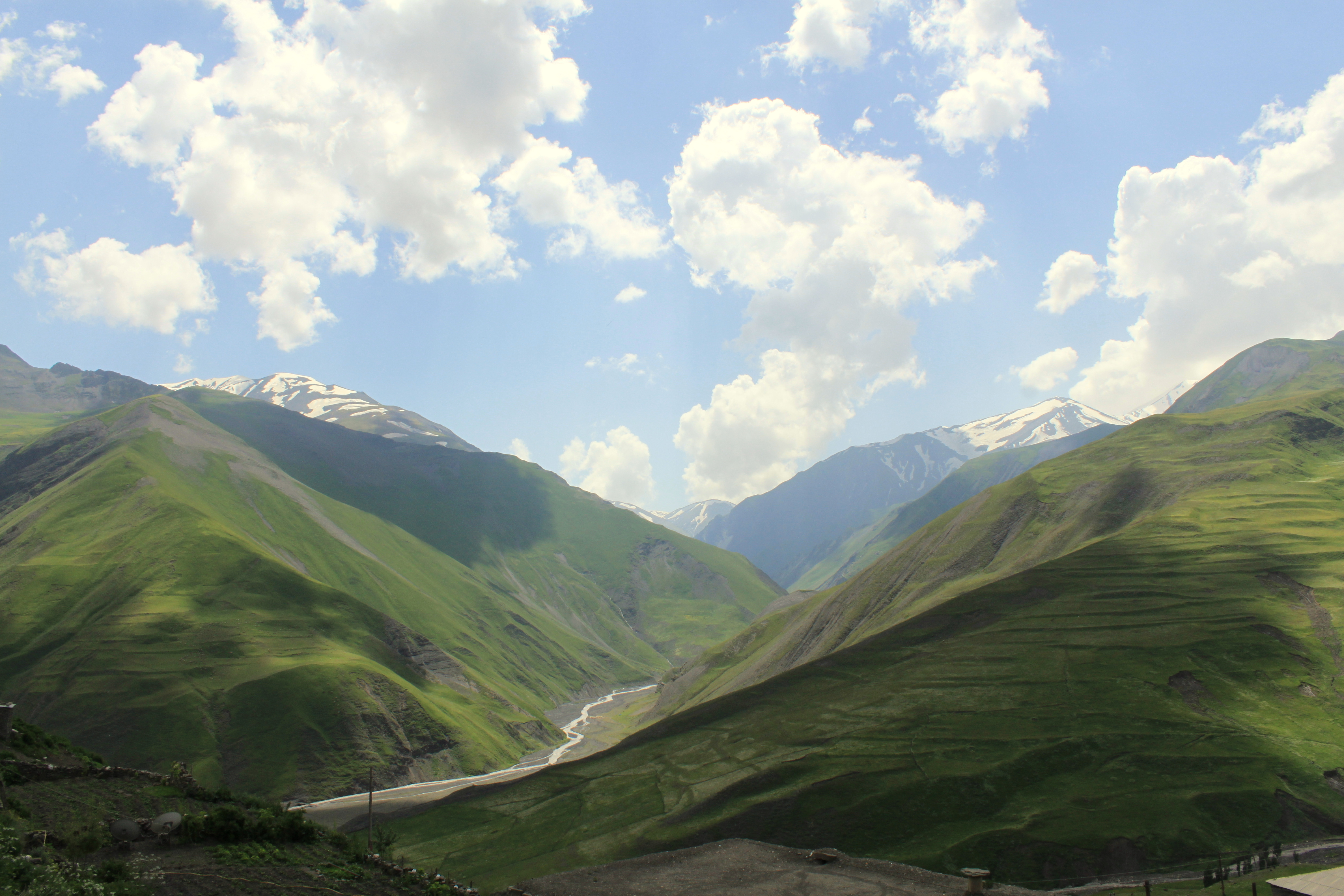
Paisaje montañoso de Quba.

Los primeros informes de la riqueza y diversidad de la vida animal en Azerbaiyán se pueden encontrar en las notas de viajes de los comerciantes que transitaban la zona. Varias esculturas y tallas de animales han sobrevivido en monumentos arquitectónicos, rocas y cerámica como testimonio de la flora de tiempos pretéritos. Sin embargo, los primeros intentos por recopilar las variedades de especies animales en Azerbaiyán datan del siglo XVII y fueron realizados por los primeros naturalistas del país. Actualmente se sabe que hay 106 especies de mamíferos, 97 especies de peces, 363 especies de aves, 10 especies de anfibios y 52 especies de reptiles viviendo en territorio azerbaiyano. El animal nacional es el caballo Karabaj, un equino de montaña endémico de la región. El caballo Karabaj goza de una buena reputación gracias a su buen temperamento, velocidad, elegancia e inteligencia. Es uno de los caballos con la casta más antigua, ya que sus ancestros pueden ser rastreados hasta la Edad Antigua. Sin embargo, debido a problemas políticos y a la destrucción de su hábitat, este animal se ha convertido en una especie amenazada.
La flora de Azerbaiyán consiste en más de 4500 especies de plantas vasculares. Debido al clima único del país, su flora es más rica en cuanto número de especies si la comparamos con otros países de la región del Cáucaso. De hecho, dos terceras partes de las especies de la zona pueden ser encontradas en Azerbaiyán. Desde su independencia, el gobierno azerbaiyano ha llevado a cabo diversas acciones por preservar el medio ambiente, pero no fue hasta 2001 que se comenzaron a implementar normas verdaderas para la protección de la naturaleza, cuando se aumentó el presupuesto estatal con fondos provenientes del oleoducto Bakú-Tiflis-Ceyhan. En cuatro años las áreas protegidas se duplicaron y ahora cubren el 8 % del territorio nacional. Desde 2001, el gobierno ha creado siete reservas naturales de gran tamaño y casi duplicó el presupuesto para la protección ambiental.

## Economía

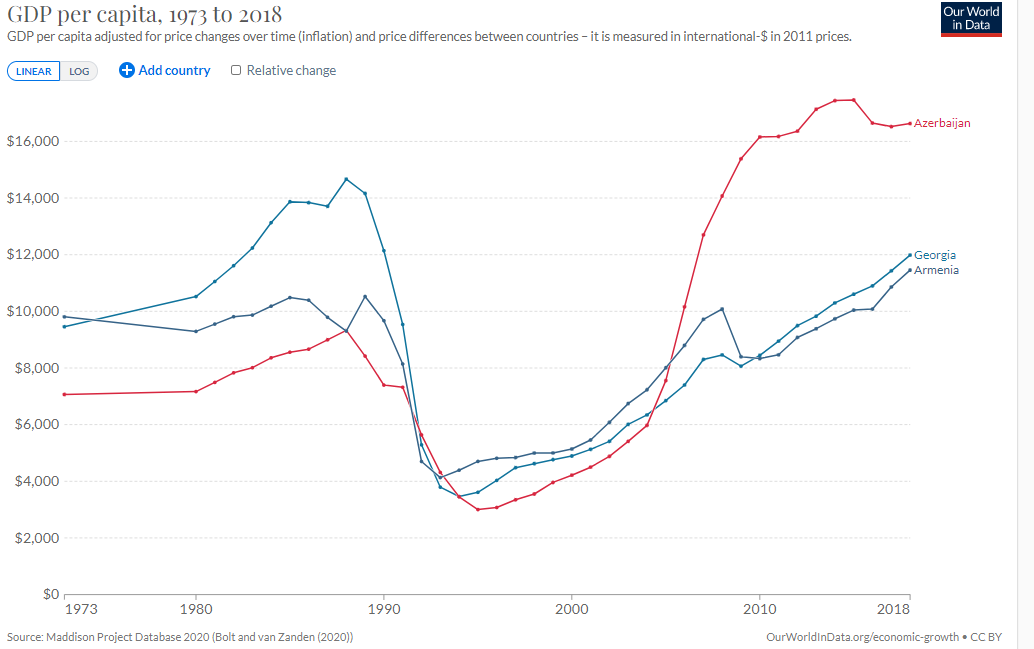
Evolución del PIB per cápita en Azerbaiyán, Armenia y Georgia.

Tras obtener su independencia en 1991, Azerbaiyán se convirtió en miembro del Fondo Monetario Internacional, el Banco Mundial, el Banco Europeo para la Reconstrucción y el Desarrollo, el Banco Islámico de Desarrollo y el Banco Asiático de Desarrollo. El sistema bancario azerbaiyano comprende el Banco Central de Azerbaiyán, las bancas comerciales y las organizaciones crediticias no bancarias. El Banco Nacional (ahora Central) se creó en 1992 basado en el Banco Estatal de Ahorros de Azerbaiyán, una filial del Banco Estatal de Ahorros de la URSS. Su función es la emisión y el impulso de la moneda nacional, el manat azerbaiyano, así como supervisar y regular las actividades de todos los bancos comerciales.

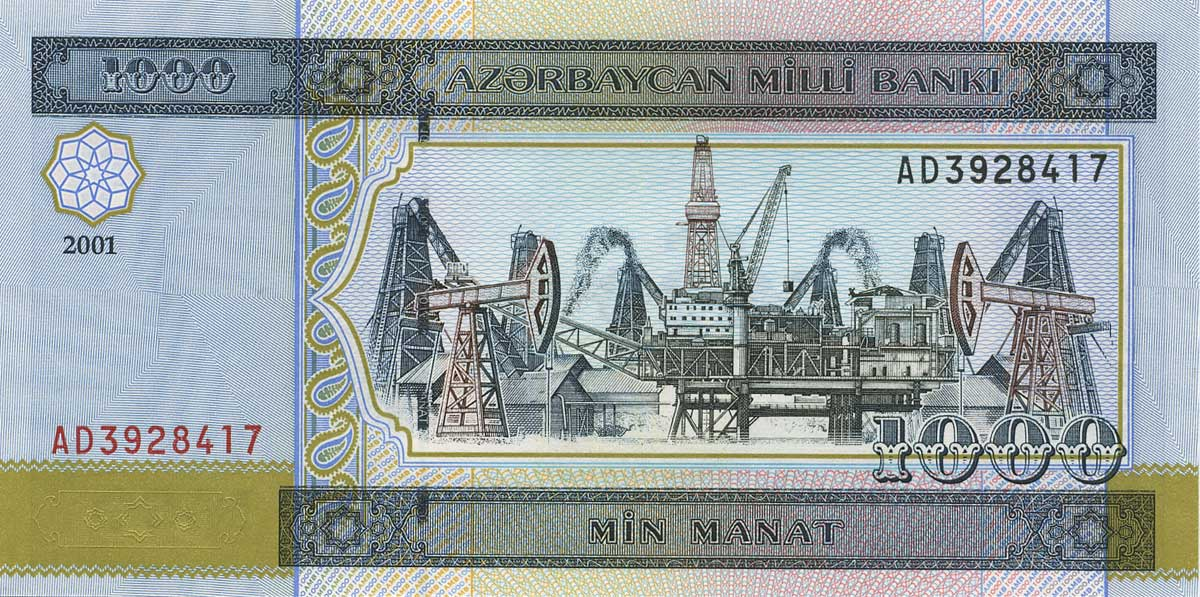
Billete de 1000 manat azeríes de 2001 donde se representan los pozos de petróleo azerbayanos.

Impulsada por un crecimiento en la oferta y la demanda, la inflación durante el primer trimestre del 2007 alcanzó el 16,6 %. Los ingresos nominales y los salarios mensuales ascendieron en un 29 % y 25 %, respectivamente, pero el aumento en los precios de los productos básicos incrementaron la inflación. Azerbaiyán muestra algunos síntomas del llamado «mal neerlandés» debido al rápido crecimiento del sector energético, el cual provoca la inflación y hace que las exportaciones sean más costosas.
En los primeros años del siglo XXI se controló un poco la alta inflación para la reforma de la moneda, y el 1 de enero de 2006 se puso en circulación el nuevo manat azerbaiyano, que cimentó la adopción de las reformas económicas y borró los vestigios de la antigua inestabilidad económica. En 2008, el Banco Mundial colocó a Azerbaiyán como uno de los diez países con mejores reformas económicas en el Reporte Haciendo Negocios. Para el periodo 2011-2012, el país se posicionó en el lugar 55 del Índice de Competitividad Global, por encima de los otros países de la CEI.
El crecimiento en el PIB observado en Azerbaiyán durante los últimos años hizo del país una de las economías de más rápido crecimiento en el mundo. Pero el sector bancario aún no ha logrado todo el potencial de desarrollo que podría alcanzar dado su continuo crecimiento. Aunque en la mayoría de los países desarrollados este sector juega un papel más visible en el proceso de desarrollo, el mercado bancario de Azerbaiyán se encuentra en un estado de desarrollo mínimo, aunque sí ayuda a realizar las reformas económicas orientadas hacia el proceso de privatización. Es por esto que el sistema bancario es considerado como un elemento importante a mejorar para el desarrollo económico. Para los años 2000, en el país ya funcionaba un avanzado sistema bancario doble —con iniciativas públicas y privadas— que se basa en los principios de una economía de mercado.
Desde 2002 se han implementado múltiples reformas con el fin de reestructurar el sector bancario. Los principales obstáculos a vencer son el bajo índice de privatización de los bancos estatales, un mercado financiero débil y la falta de transparencia en operaciones financieras. Las reformas han comenzado a mostrar lentamente resultados positivos y la competitividad entre los bancos líderes continua aumentando.

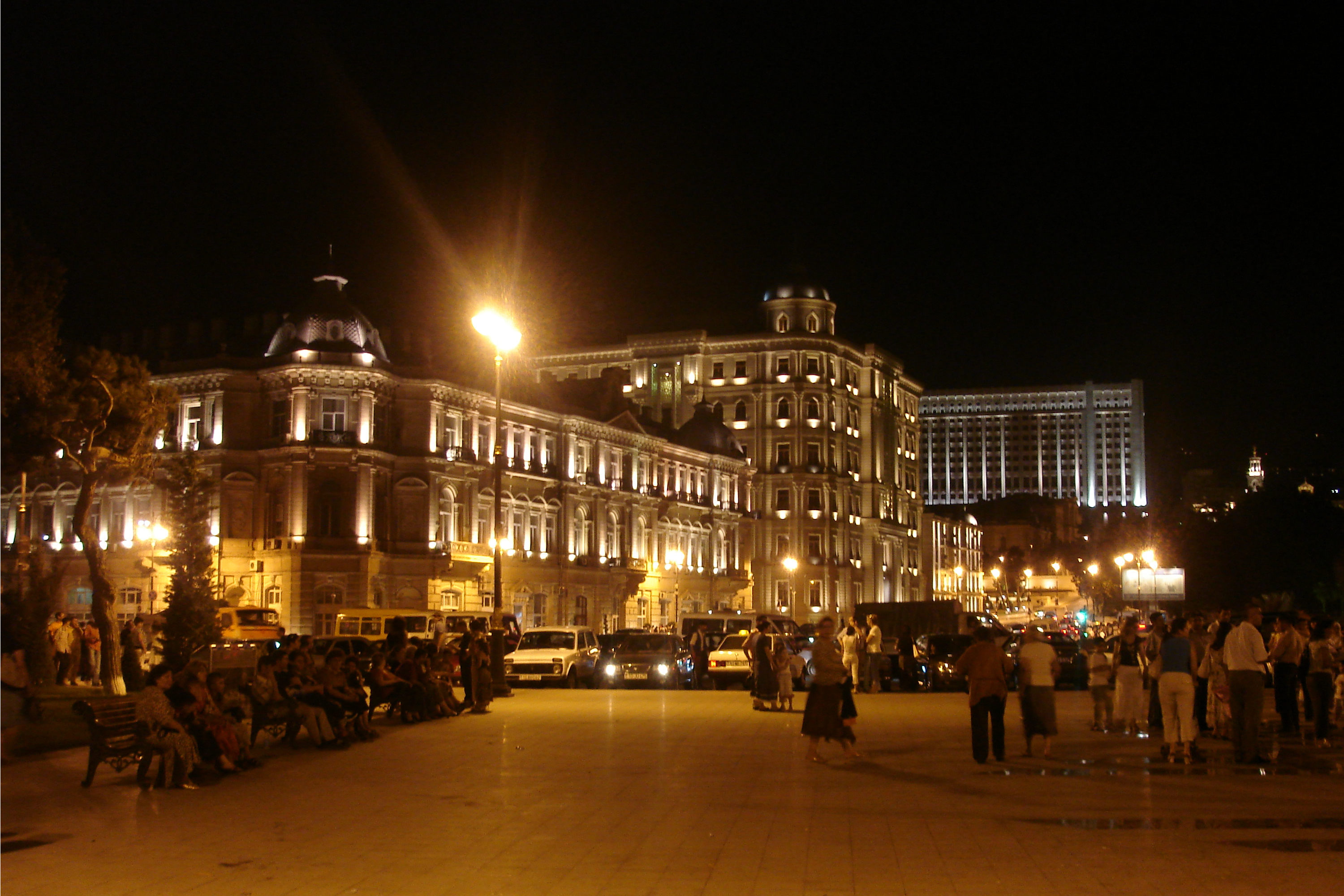
Plaza Azneft en el centro de Bakú, nombrada así por la empresa Azneft (AzOil).

Azerbaiyán cuenta con la superficie agrícola más grande de la región, ya que el 54,9 % de su territorio está ocupado por terrenos de cultivo, lo que equivale a más de 4 758 400 hectáreas. En 2011, el total de la superficie forestal era de 144,2 millones m². Los institutos de investigación científica se concentran en estudios destinados a mejorar el crecimiento de cereales, hortalizas, frutas subtropicales y plantas medicinales. Se cosechan cantidades importantes de grano, patatas, betabeles (remolacha), uvas, tabaco y té; la cría de animales como ovejas, cerdos y cabras también impulsa este sector. En contraste, la industria de la pesca en el mar Caspio está disminuyendo: en 2002 la marina mercante constaba solo de 54 barcos que se centraban principalmente a la explotación del esturión y el esturión beluga. Desde la década de 1990 la industria ha tenido un crecimiento considerable, de modo que algunos de los productos que anteriormente eran importados ahora son producidos total o parcialmente dentro del país, incluyendo la Coca-Cola, la cerveza, el parqué y los oleoductos.
El turismo es una parte importante de la economía azerbaiyana. En la década de 1980 el país era un destino turístico de relevancia regional, pero la caída de la Unión Soviética y la guerra de Nagorno-Karabaj dañaron la imagen y la industria turística de Azerbaiyán. No fue hasta los años 2000 que el turismo comenzó a recobrarse, y desde entonces el país ha experimentado un gran crecimiento en el número de visitas turísticas y pernoctaciones. En años recientes, Azerbaiyán también se ha convertido en un destino popular para el turismo religioso, de spa y de salud. El gobierno ha calificado como de «alta prioridad» el desarrollo de Azerbaiyán como un destino turístico de primera clase como parte de su estrategia para convertirlo en un contribuidor importante a la economía nacional.

## Infraestructura

### Energía

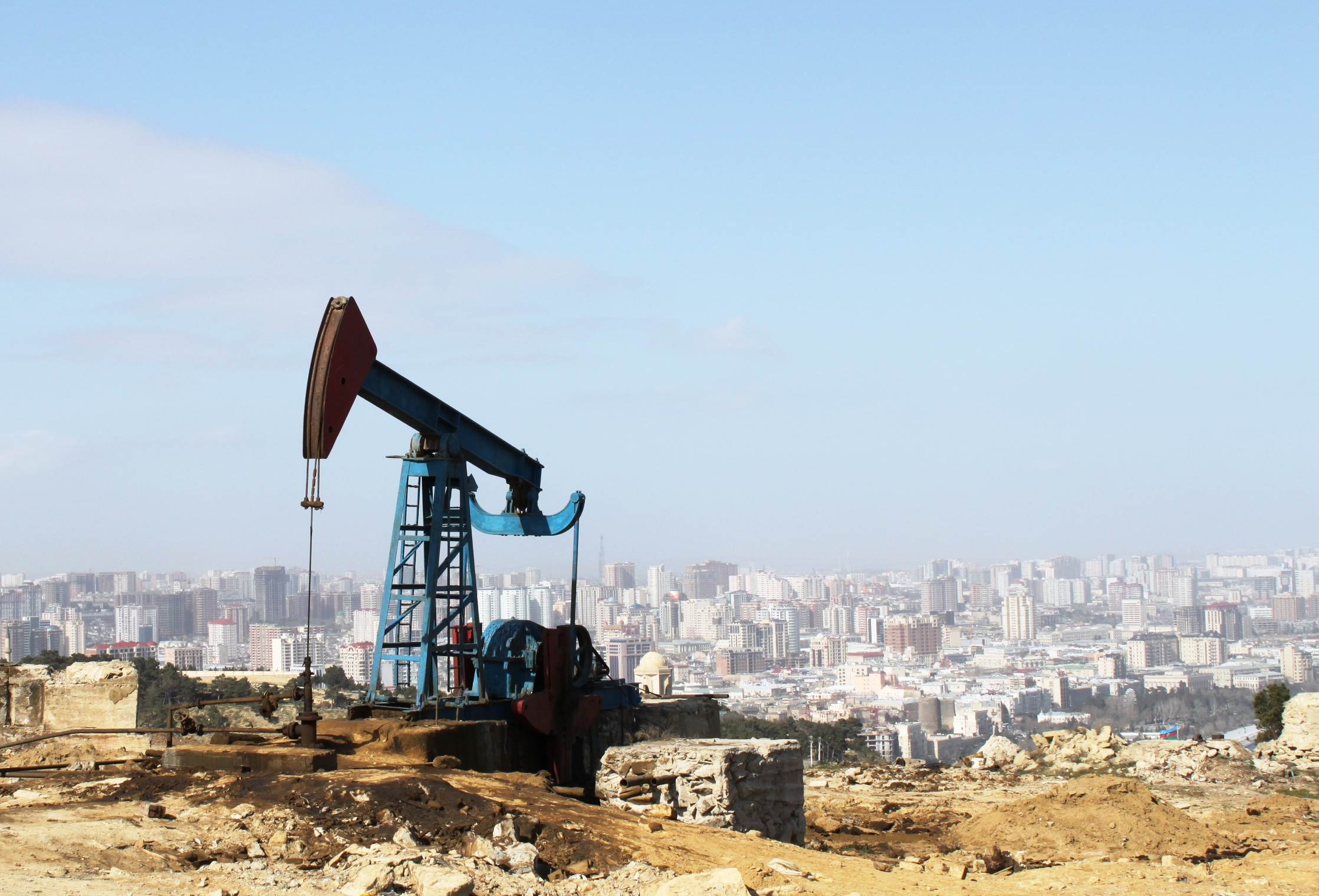
Extracción de petróleo a las afueras de Bakú.

La principal fuente de energía del país son los combustibles fósiles: dos tercios de su superficie cuentan con yacimientos de petróleo y gas natural. Gracias a esta abundancia el país produce alrededor de 1,4 millones de barriles de petróleo al día. En septiembre de 1994, el gobierno azerbaiyano firmó un contrato de treinta años con trece compañías petroleras, entre las que se destacan Amoco, BP, ExxonMobil, Lukoil y Statoil. Como las compañías extranjeras tienen permitido perforar los yacimientos en aguas profundas aún intactos, Azerbaiyán es considerado como uno de los puntos de exploración y desarrollo más importantes de la industria. El Fondo Estatal Petrolero de Azerbaiyán se creó con el presupuesto extra para asegurar la estabilidad macroeconómica, la transparencia en la administración de recursos petroleros y el control de las reservas por parte de futuras generaciones. Azeriqaz, una empresa de SOCAR, intenta asegurar el abastecimiento de gas a todo el país para el 2021. La región del Cáucaso Menor aporta la mayor parte del oro, plata, hierro, cobre, titanio, cromo, manganeso, cobalto, molibdeno y antimonio utilizados en el país.

### Transporte

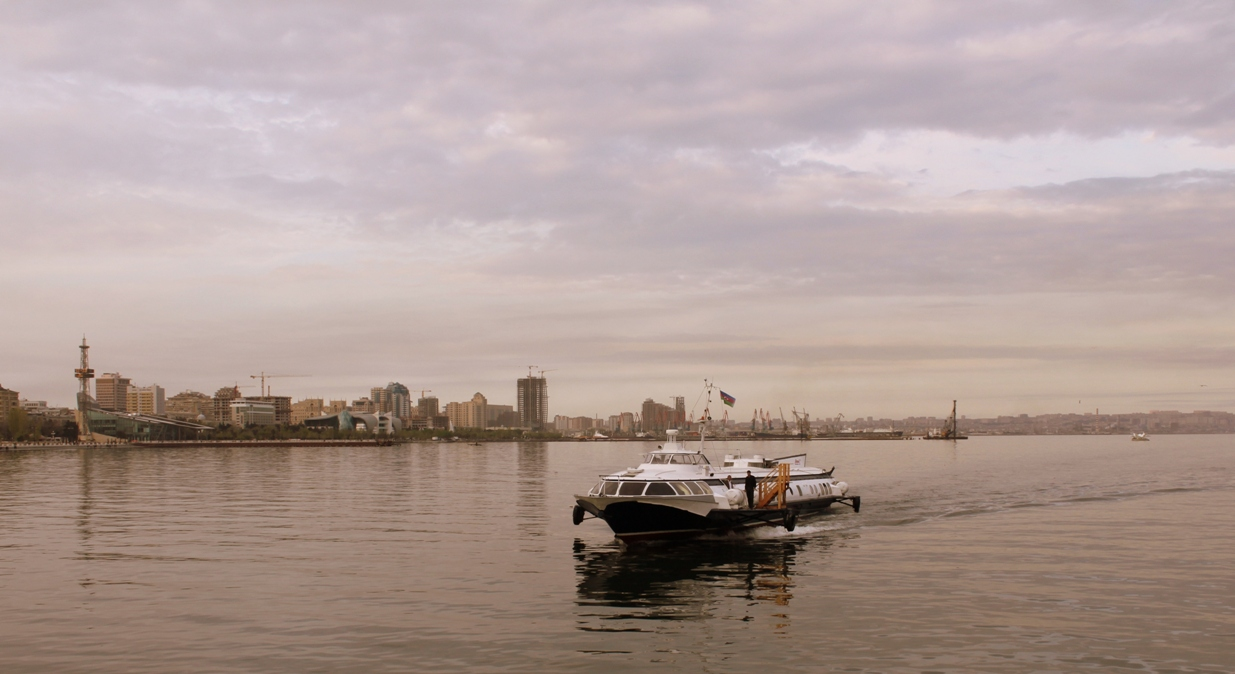
Bote azerbaiyano en el mar Caspio.

La ubicación privilegiada de Azerbaiyán en la encrucijada de algunas vías de tránsito importantes a nivel internacional, como la ruta de la seda y el corredor sur-norte, otorga gran importancia estratégica al sector de transportes en el conjunto de la economía del país. Este sector engloba las autopistas, carreteras, vías férreas, aéreas y marítimas.
Azerbaiyán es también un centro económico importante para el transporte de materias primas. El oleoducto Bakú-Tiflis-Ceyhan (BTC) comenzó sus operaciones en mayo de 2006 y se extiende más de 1774 km a través de Azerbaiyán, Georgia y Turquía. El BTC está diseñado para transportar más de 50 millones de toneladas de petróleo crudo anualmente desde el fondo del mar Caspio hasta la costa del Mediterráneo. El gasoducto del Sur del Cáucaso, que atraviesa los mismos países, inició sus funciones a finales de 2006 y ofrece un suministro de gas natural constante a los mercados europeos desde el yacimiento Shah Deniz. En este lugar se producen más de 296 000 millones de m³ de gas natural por año.
En 2002, el gobierno creó el Ministerio del Transporte con una amplia gama de políticas y funciones reguladoras. En el mismo año, el país se convirtió en miembro de la Convención de Viena sobre el Tráfico Vehicular. En este sentido, su prioridad más alta es la de mejorar la red de caminos y transformar el servicio de transportes en una de las ventajas de la inversión en el país, ya que sería de utilidad para el desarrollo de otros sectores económicos. En 2012, comenzó la construcción del ferrocarril Kars–Tiflis–Bakú, con el cual se espera proveer un medio de transporte entre Asia y Europa al conectar al este las vías férreas de China y Kazajistán con Estambul y el resto del sistema ferroviario europeo al oeste. En 2010, las vías férreas se extendían por más de 2918 km, mientras que las vías electrificadas cubrían 1278 km. También había 35 aeropuertos y solo un helipuerto. El Aeropuerto Internacional Heydar Aliyev de Bakú es el más importante de la nación debido a la cantidad de pasajeros y mercancías que anualmente hacen uso de él. De los 59 141 km de carreteras y autopistas que hay en el país, más de la mitad se encuentran aún sin pavimentar. Aunque el Ministerio de Transportes ha comenzado a modernizar las autopistas que unen a las principales ciudades, la mayor parte de los caminos están en malas condiciones, dando como resultado altos índices de accidentes automovilísticos.

### Medios de comunicación
La explotación de los yacimientos de petróleo y gas en la década de 2000 ayudó a mejorar la situación de las comunicaciones, la ciencia y la tecnología, a lo que también contribuyeron las campañas a favor de la modernización y la innovación. Según el Índice mundial de innovación, a cargo de la Organización Mundial de la Propiedad Intelectual, en 2024, Azerbaiyán se ubicó en lugar 95 en innovación entre 133 países del mundo; mientras que en 2023 ocupó el lugar 89 y el lugar 93 en 2022. El gobierno estima que en un futuro los ingresos por la venta de tecnología de la información y de la industria de las comunicaciones crecerán y serán comparables a las que tiene actualmente el petróleo. Sin embargo, muchos de los medios de comunicación de masas están bajo la constante censura del gobierno, lo que ha llevado a varios grupos de defensa de los derechos humanos a abogar por la libertad de expresión de los azerbaiyanos.
El país está haciendo progresos en el desarrollo del sector de telecomunicaciones. Sin embargo, todavía enfrenta graves problemas, como la pobre infraestructura y un marco legal insuficiente. El Ministerio de Comunicaciones y Tecnología de la Información, también conocido por operar la compañía Aztelekom, actúa como creador de políticas y regulador. Los teléfonos públicos solo sirven para realizar llamadas locales y requieren de una tarjeta disponible en tiendas y comercios. Estas tarjetas permiten hacer solo una llamada de duración indefinida. En 2009, había cerca de 1,5 millones de líneas telefónicas fijas, 9,1 millones de telefonía móvil y 1,4 millones de usuarios de Internet. Entre los proveedores de GSM más importantes se encuentran Azercell, Bakcell y Azerfon.
La Agencia Espacial de Azerbaiyán está planeando lanzar su primer satélite para mediados de 2012, AzerSat 1, desde el Puerto espacial de Kourou en la Guayana Francesa. Este satélite cubrirá Europa y varios países de Asia y África para la transmisión de señales de televisión, radio e Internet. El lanzamiento de su propio satélite será el primer paso en el plan de Azerbaiyán por desarrollar una industria espacial propia.
Solo existe una estación de radio pública, el resto son de iniciativa privada. Las transmisiones de radio están disponibles en otros idiomas aparte del azerí, principalmente ruso, armenio y georgiano, los cuales son financiados con el presupuesto estatal. Algunas estaciones de radio locales utilizan los dialectos del azerí como el idioma principal en sus transmisiones. La misma situación se presenta en varios periódicos y revistas, dirigidas a las minorías étnicas existentes en el país. El primer periódico en azerí, Akinchi, se publicó por primera vez en 1875. Existen varios canales de televisión operando en Azerbaiyán, tres de ellos son propiedad del gobierno: AzTV, Idman TV y Medeniyyet TV. Además de los anteriores, hay otro canal público de iniciativa privada, Ictimai TV, y trece canales privados.

## Demografía
Según los datos del Comité de las estadísticas de Azerbaiyán para el 1 de enero de 2019 la población total de Azerbaiyán es 9 981 457 personas, de los que 52,8 % vivía en las ciudades y 47,2 % en las zonas rurales. Los hombres asciende a 49,9 %, y las mujeres a 50,1 %. Densidad de 115 hab./km². El 6 de abril de 2019 nació la 10 millonésima ciudadana de Azerbaiyán.
En 2018, la tasa de crecimiento demográfico fue de 0,8 %.

Grupos étnicos del Cáucaso.

En 2011, la tasa de crecimiento demográfico fue de 0,85 %, por debajo del promedio mundial de 1,09 %. Un factor importante que ralentiza el crecimiento poblacional es el alto índice de migración. Cerca de tres millones de azerbaiyanos, muchos de ellos trabajadores, viven en Rusia. Ese mismo año, Azerbaiyán tuvo una tasa de emigración de 1,14 por cada 100 personas. Con 800 000 azeríes en calidad de refugiados y desplazados internos, el país cuenta con la mayor población en asilo humanitario en la región, y en 2006 tenía la población de desplazados internos per cápita más alta del mundo.
En 2005, la tasa de morbilidad más alta fue por enfermedades respiratorias (806,9 enfermos por cada 10 000 habitantes). Ese año, las tasas de morbilidad más altas de enfermedades infecciosas y parasitarias fueron superadas por las de la gripe y las infecciones respiratorias agudas (4168,2 por cada 100 000 habitantes). La esperanza de vida en 2011 no rebasaba los 71 años, 74,6 para las mujeres y 68,3 para los hombres.
A partir de la diáspora azerí existen comunidades azeríes en 42 países alrededor del mundo. Asimismo, existen muchos centros de minorías étnicas dentro de Azerbaiyán, incluyendo alemanes, eslavos, judíos, kurdos, lezguinos, tártaros de Crimea, etc. Como resultado, los principales grupos étnicos en territorio azerbaiyano son los azeríes, los lezguinos, los armenios (antes de la primera guerra del Alto Karabaj, los armenios vivían en Azerbaiyán en cantidades mucho mayores; entre 1994 y 2023, casi todos los armenios vivían en la región separatista de Alto Karabaj, hasta la ofensiva azerbaiyana en Alto Karabaj y el colapso de la república separatista de Artsaj en 2023, que provocó la huida de prácticamente todos los armenios y dejó el territorio de Azerbaiyán casi desprovisto de armenios.), los rusos y los talyshi, que juntos conforman más del 97 % de la población. Los azeríes iraníes son la minoría más numerosa en Irán, conformando el 24 % de la población iraní, es decir, 16 millones de personas.

### Religión
| Religión en Azerbaiyán | Religión en Azerbaiyán | Religión en Azerbaiyán | Religión en Azerbaiyán | Religión en Azerbaiyán |
| ---------------------- | ---------------------- | ---------------------- | ---------------------- | ---------------------- |
| Religión               | Religión               |                        | Porcentaje             | Porcentaje             |
| Islam                  | Islam                  |                        | 95.2 %                 | 95.2 %                 |
| Cristianos             | Cristianos             |                        | 2.7 %                  | 2.7 %                  |
| Ninguna                | Ninguna                |                        | 1.9 %                  | 1.9 %                  |
| Otro                   | Otro                   |                        | 0.2 %                  | 0.2 %                  |

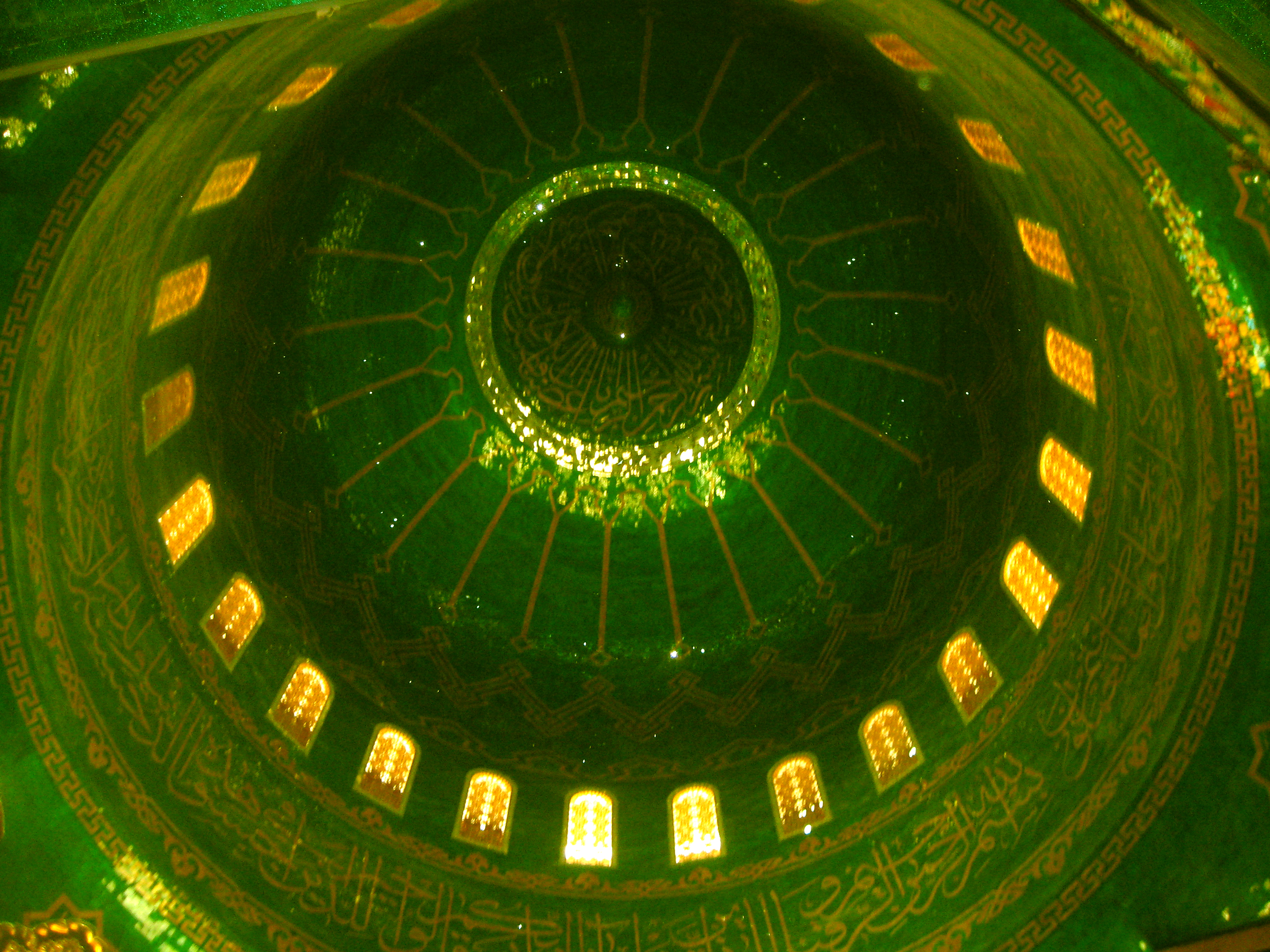
Domo del de la mezquita Bibi-Heybat, que fue construida sobre la tumba de uno de los descendientes de Mahoma.

Azerbaiyán es un Estado laico de acuerdo con el artículo 7 de la Constitución de Azerbaiyán y garantiza la libertad de culto mediante el artículo 48 de la Constitución. Tradicionalmente la religión mayoritaria en Azerbaiyán es el islam desde el siglo VII y el chiismo desde el siglo XVI. Cerca del 95 % de la población es musulmana, de estos el 85 % son chiitas y el 15 % suníes, haciendo de Azerbaiyán el segundo país con mayor proporción de chiitas, solo después de Irán. En la mayoría musulmana, las costumbres religiosas no son practicadas muy estrictamente, y la identidad musulmana tiende a basarse más en la etnia y en la cultura que en las prácticas religiosas.
Existen comunidades cristianas (150 000) y judías (34 500). Entre los cristianos, la iglesia ortodoxa rusa y la georgiana junto con la iglesia apostólica armenia (antes de 1990 en todo Azerbaiyán, entre 1990-2023 solo en Alto Karabaj, desde 2023 prácticamente ninguno) son las que cuentan con más seguidores. En 2010 había en el país 498 católicos. Otras denominaciones cristianas con presencia en el país incluyen a los luteranos, bautistas y los molokanos. También hay pequeñas comunidades de judíos, bahaíes, hare krishnas y testigos de Jehová, quienes han informado de repetidas persecuciones religiosas. El zoroastrismo tuvo una larga historia en Azerbaiyán, evidente en lugares como el Templo de fuego de Bakú o ceremonias como el noruz, junto con el maniqueísmo.

### Idiomas
El idioma oficial es el azerí, una lengua túrquica hablada en el suroeste de Asia, principalmente en Azerbaiyán y en el Azerbaiyán iraní. El azerí es parte de las lenguas oguz y está estrechamente relacionado con el turco, el kashgai y el turcomano. El azerí se divide en dos variantes, el norteño y el sureño, además de contar con varios dialectos. El khalaj, el kashgai y el salchuq son considerados por algunos como idiomas independientes dentro del grupo de lenguas azeríes. Desde el siglo XVI hasta el siglo XX, el azerí se usó como lingua franca en la mayor parte de Transcaucasia (excepto la costa del mar Negro), el sur de Daguestán, el este de Turquía y Azerbaiyán iraní.
Aunque el azerí es el idioma más hablado en el país y lo utiliza una cuarta parte de la población en Irán, se hablan otros trece idiomas nativos. Algunos de estos son hablados en comunidades muy pequeñas, pero otros tienen importancia regional. El azerí es mutuamente inteligible con el turco y el gagauzo. La variante norteña del azerí se escribe con el alfabeto latino modificado, pero anteriormente fue escrito con el alfabeto persa (hasta 1929), con el alfabeto túrquico uniforme (1929-1939) y con el alfabeto cirílico (1939-1990). Los cambios en el alfabeto han sido moldeados en gran parte por fuerzas religiosas y políticas.
El ruso sigue teniendo cierta importancia en el ámbito comercial y como idioma interétnico, y en la región separatista de Alto Karabaj prácticamente toda la población habló armenio entre 1994 y 2023, hasta el colapso de la república separatista de Artsaj y la huida de prácticamente todos los armenios.

### Educación

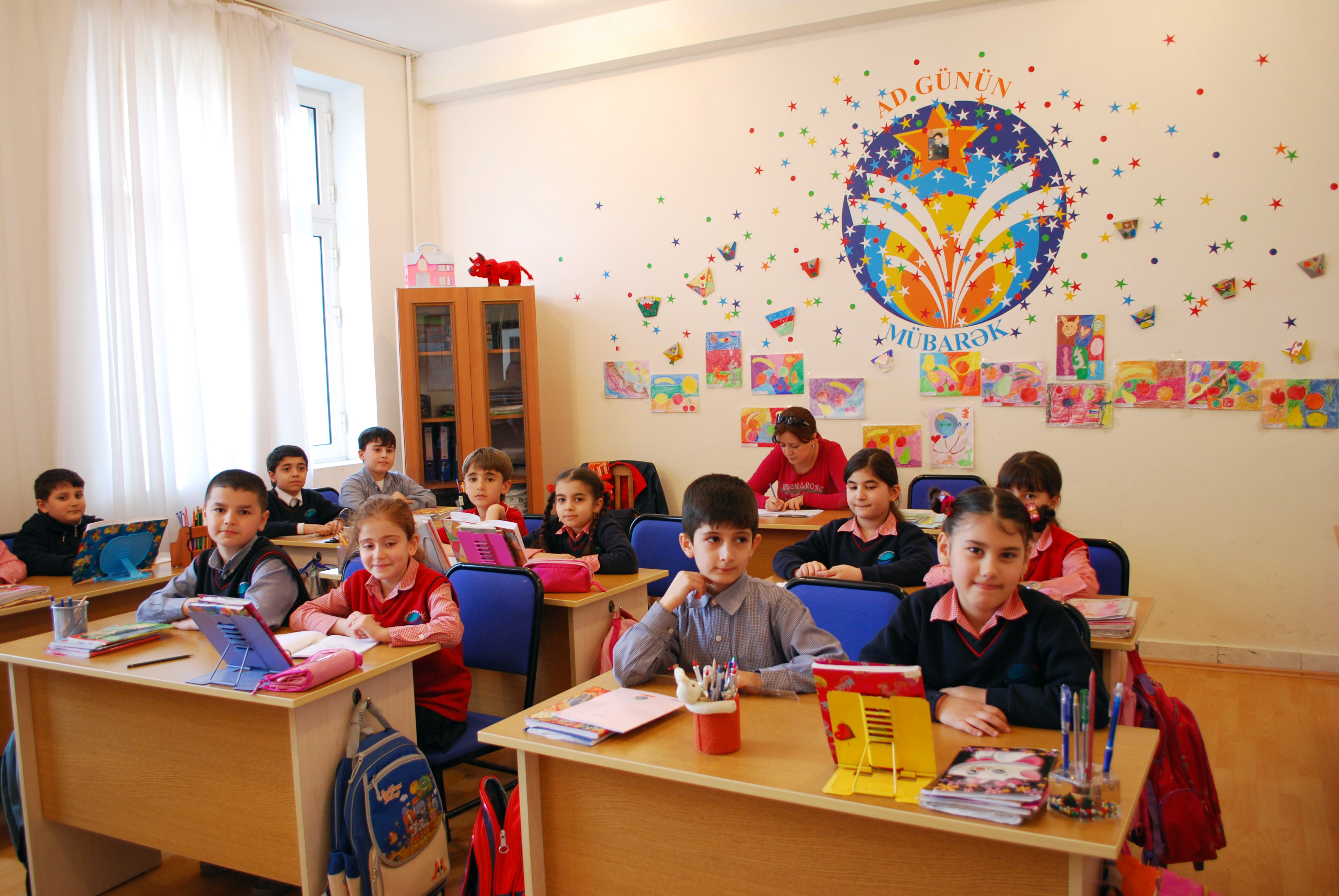
Clase en una escuela primaria en Bakú.

Un porcentaje relativamente alto de azeríes cuentan con algún tipo de educación superior, principalmente de escuelas técnicas. Entre las instituciones de educación superior más importantes del país se destacan la Universidad Estatal de Bakú, la Universidad Estatal de Economía de Azerbaiyán y la Academia Estatal del Petróleo de Azerbaiyán. En la era soviética, la alfabetización y la educación se elevaron claramente desde sus bajos niveles iniciales, pese a dos cambios en el alfabeto estándar entre 1920 y 1940. De acuerdo con los datos del gobierno, en 1970 el 100 % de los hombres y mujeres entre 9 y 49 años sabían leer y escribir. Según el Informe de 2011 del Programa de las Naciones Unidas para el Desarrollo, el índice de alfabetización es de 99,5 %.
Después de la independencia, una de las primeras leyes que aprobó la Asamblea Nacional para disociarse de la Unión Soviética fue la adopción del alfabeto latino en las escuelas para reemplazar el cirílico. El sistema escolar azerbaiyano no ha sufrido muchas modificaciones desde la época soviética. Los primeros cambios incluyeron el restablecimiento de la educación religiosa (prohibida en la URSS) y la modificación del plan de estudios para enfatizar el uso del azerí y eliminar el contenido ideológico. Aparte de las escuelas primarias, las instituciones educativas del gobierno incluyen miles de jardines infantiles, secundarias generales y escuelas vocacionales, incluyendo escuelas secundarias especializadas y técnicas. La educación es obligatoria hasta el decimoprimer grado.

## Cultura

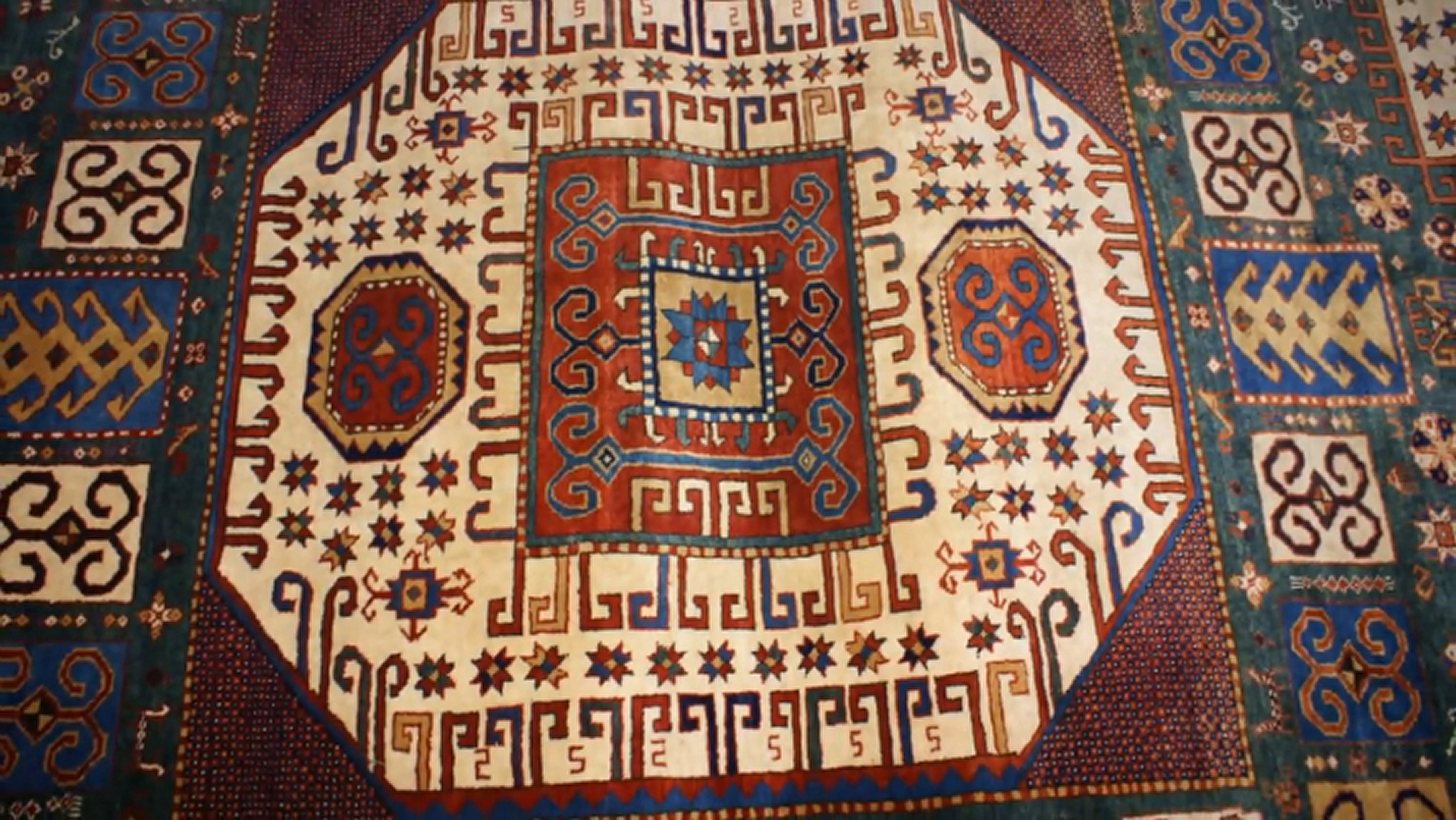
Los tapices azeríes fueron declarados parte del Patrimonio oral e intangible de la Humanidad.

La cultura de Azerbaiyán se ha desarrollado bajo múltiples influencias. Aunque históricamente la población ha estado en contacto con las ideas culturales y religiosas de Irán, Azerbaiyán se encuentra más unido a las naciones túrquicas por los lazos lingüísticos y étnicos. A lo anterior hay que sumarle el dominio de setenta años de la Unión Soviética y el impacto que tuvo en sus costumbres. Actualmente, las influencias occidentales son las más importantes, incluyendo la cultura de consumismo y la globalización; no obstante, se realizan varios esfuerzos para preservar las tradiciones nacionales. Algunos de los elementos principales de la cultura azerbaiyana son la música, la literatura, la danza, el arte, la gastronomía, la arquitectura, el cine y las fiestas.

### Literatura
Una de las primeras figuras de la literatura azerí fue Pur Hasan Asfaraini, quien escribió un diván compuesto de gazales en persa y túrquico. En los gazales persas utilizó su seudónimo, mientras que en los túrquicos firmó con su nombre verdadero, Hasanoghlu. Sin embargo, la literatura clásica en azerí no se formó hasta el siglo XIV, basándose en varios dialectos que se hablaban durante la Alta Edad Media en Tabriz y Shirván. Entre los poetas de este periodo se destacan Gazi Burhanaddin, Hagigi (seudónimo de Jahan-shah kara koyunlu) y Habibi. A finales de este siglo también comienza a desarrollarse la actividad literaria de Imadaddin Nesimi, uno de los grandes poetas del hurufismo túrquico de principios del siglo XV, y uno de los máximos representantes de los primeros divanes en la literatura túrquica, arábiga y persa.

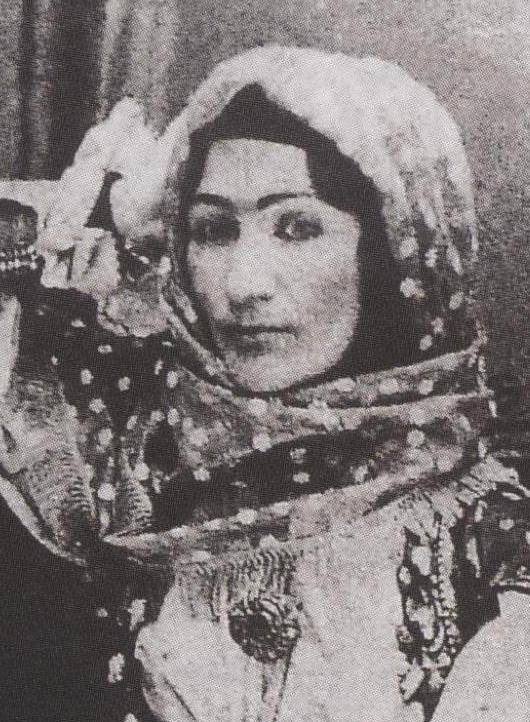
Khurshidbanu Natavan fue la hija del último dirigente del kanato de Karabaj y es considerada una de las mejores poetisas de Azerbaiyán.

El diván y el gazel se desarrollaron aún más dentro de la literatura azerí gracias a autores como Qasim al-Anvar, Fuzuli y Khatai. Una de las principales obras de la época es el Libro de Dede Korkut, que consiste de dos manuscritos copiados en el siglo XVI donde se narran doce historias que reflejan la tradición oral de los nómadas oguz. Dado que el autor narra hechos sobre el mandato de los Akkoyunlu y los otomanos, se cree que la colección perteneció a alguien que vivía en la frontera de ambos imperios. Mohammed Fuzuli escribió sus obras filosóficas denominadas qazales en árabe, persa y azerí, de modo que adquirió los beneficios de las tres tradiciones literarias a las que estuvo influenciado. Fizuli se convirtió en uno de los grandes líderes literarios de la época gracias a sus obras como El Divan de Gazales y Las Qasidas. En el mismo siglo, la literatura azerí floreció con el desarrollo de los ashiqs, además del Divan compuesto por el sah Ismail I, que contenía 1400 versos en azerí.
Entre los siglos XVII y XVIII, las obras de Fizuli y los ashiqs fueron retomados por varios escritores y poetas prominentes como Qovsi de Tabriz, Abbas II de Persia, Agha Mesih Shirvani, Nishat, Molla Vali Vidadi, Molla Panah Vagif, Amani, Zafar, entre otros. Junto con los turcos, los turcomanos y los uzbekos, los azeríes también difundieron la leyenda de Köroglu, un héroe que data de las tradiciones orales de los túrquicos. Varias versiones documentadas de la historia de Köroglu se conservan en el Instituto de Manuscritos del país.
La literatura moderna en azerí se basa principalmente en el dialecto de Shirván, aunque los autores iraníes utilizan más el de Tabriz. Desde mediados del siglo XIX, los escritores azeríes recibieron la influencia de occidente y de países vecinos. Durante el siglo XX, la literatura azerí sobrevivió los cambios políticos y religiosos, aunados al cambio de alfabetos y a la represión soviética.

### Arte
Gran parte de la cultura de los azerbaiyanos se encuentra plasmada en sus artesanías, como las tallas de madera, esculturas de metal, piedra y hueso, joyería, grabados, la fabricación de tapices, la alfarería, los patrones de tejidos, el tejido de punto y los bordados. Cada uno de estos tipos de arte decorativo es evidencia de la diversidad étnica y cultural de Azerbaiyán. Muchos datos sobre el desarrollo de las artes y las artesanías azerbaiyanas fueron aportados por varios comerciantes, viajeros y diplomáticos que viajaron al país en distintas épocas. Así, Azerbaiyán ha sido constantemente reconocido como un centro para el desarrollo de las artes en la región. Las excavaciones arqueológicas en su territorio testifican que desde el segundo milenio a. C. ya se había desarrollado la agricultura, el trabajo en los metales, la cerámica y el tejido de tapices.
Una de las principales muestras del arte nacional son los tapices azerbaiyanos, tradicionalmente hechos a mano en distintos tamaños, con una textura densa y con patrones que son característica de las distintas regiones del país. En noviembre de 2010, los tapices azerbaiyanos fueron agregados al Patrimonio oral e intangible de la Humanidad por la Unesco. Estos tapices pueden ser clasificados en varios grupos, pero la clasificación hecha por Latif Kerimov, un científico y artista azerí, es la más utilizada. Esta categorización se conforma de cuatro grandes grupos que integran las características de los propios tapices y las zonas geográficas donde se elaboran: Shirván, Qazaj, Karabaj y Tabriz.

### Música

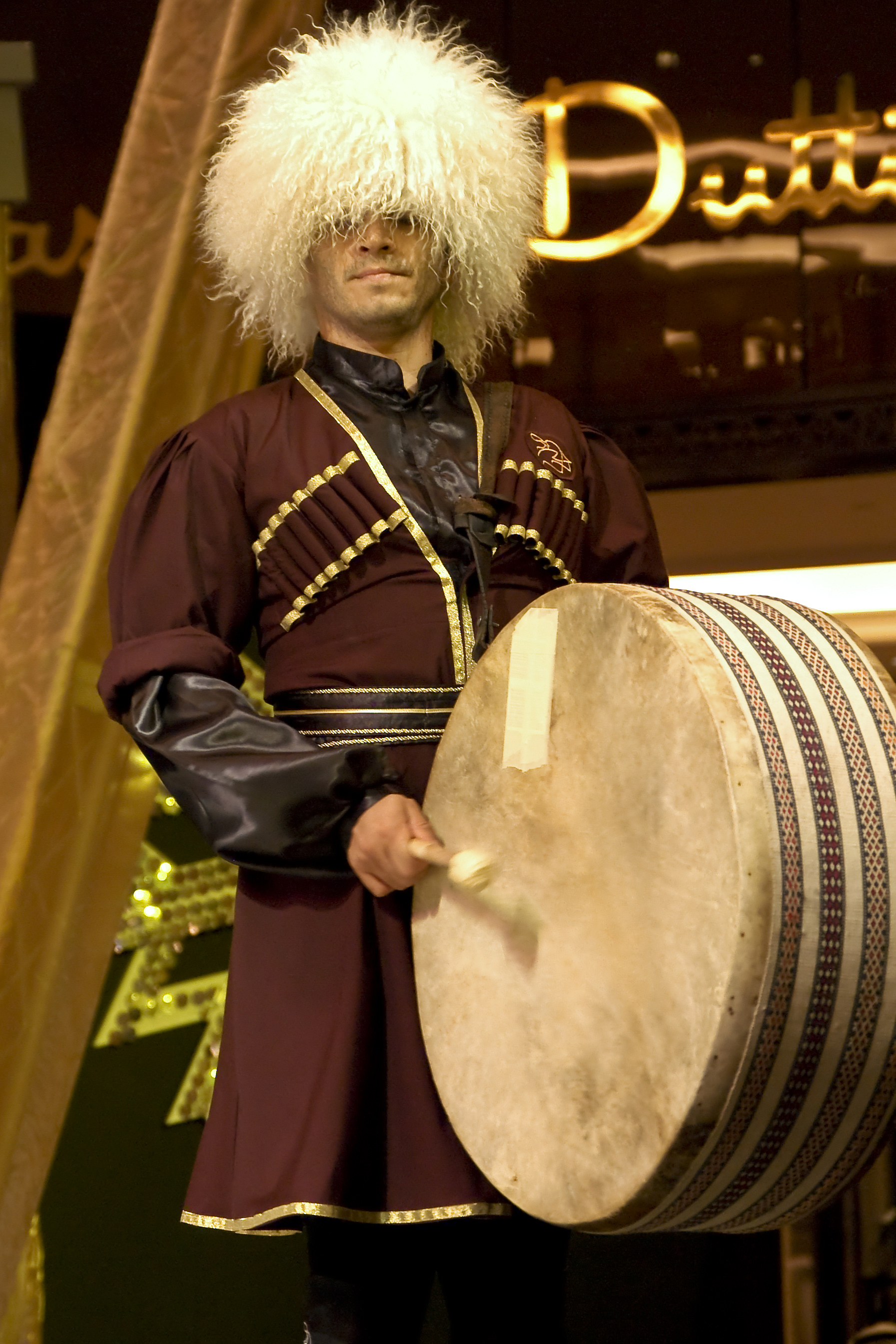
Joven azerí con la ropa e instrumentos musicales tradicionales.

La música folclórica de Azerbaiyán se basa en las tradiciones artísticas que se remontan a más de mil años atrás. Durante siglos la música se ha desarrollado con base en las monodias, produciendo diversas melodías y ritmos, además de contar con un sistema de modo ramificado, donde la cromatización de las escalas mayor y menor tiene una gran importancia. Entre los instrumentos musicales nacionales se encuentran catorce instrumentos de cuerda, ocho de percusión y seis de viento. De acuerdo con el Grove Dictionary of Music and Musicians, «en términos de etnicidad, cultura y religión los azerbaiyanos están musicalmente más cerca de Irán que de Turquía».
El mugam, el meykhana y el ashiq son las tradiciones musicales más importantes de la nación. El mugam normalmente consiste en una mezcla de poesía con interludios instrumentales, de modo que cuando se interpreta una obra los poetas deben transformar sus emociones en cantos y música. Alim Qasimov es considerado como uno de los mejores intérpretes de mugam y uno de los mejores artistas azerbaiyanos. En contraste con las tradiciones mugam de Asia Central, el mugam azerbaiyano es menos rígido, con una improvisación similar a la del jazz. El 7 de noviembre de 2003, la Unesco proclamó la tradición mugam como una obra maestra del Patrimonio oral e intangible de la Humanidad.
Por su parte, el meykhana es una canción tradicional distintiva de los azeríes, que usualmente es interpretada por varias personas al improvisar sobre un tema en específico. Finalmente, el ashiq combina poesía, narrativa, baile y música en un arte representativo tradicional que es un símbolo de la cultura del país. El intérprete es un juglar o trovador que toca el baglama, una figura que se remonta hasta las creencias chamanísticas de los pueblos túrquicos. Las canciones ashiqs son semi-improvisadas sobre temas comunes. El ashiq fue incluido por la Unesco en la Lista representativa del Patrimonio Cultural Inmaterial de la Humanidad el 30 de septiembre de 2009.
La música moderna intenta combinar las costumbres musicales con los ritmos contemporáneos de Occidente. Uno de los principales escenarios para la promoción internacional de la música moderna azerbaiyana es el Festival de la Canción de Eurovisión. Azerbaiyán hizo su debut en el festival de 2008. Al año siguiente lograron alcanzar el tercer puesto, y en 2010 el quinto. Ell & Nikki ganaron la edición de 2011 con el tema «Running Scared», dándole a Bakú la oportunidad de ser la sede de 2012, donde finalizaron en cuarta posición y en 2013 acabaron en segunda posición. Estos buenos resultados han hecho de Azerbaiyán uno de los países más exitosos en la historia del certamen.

### Arquitectura

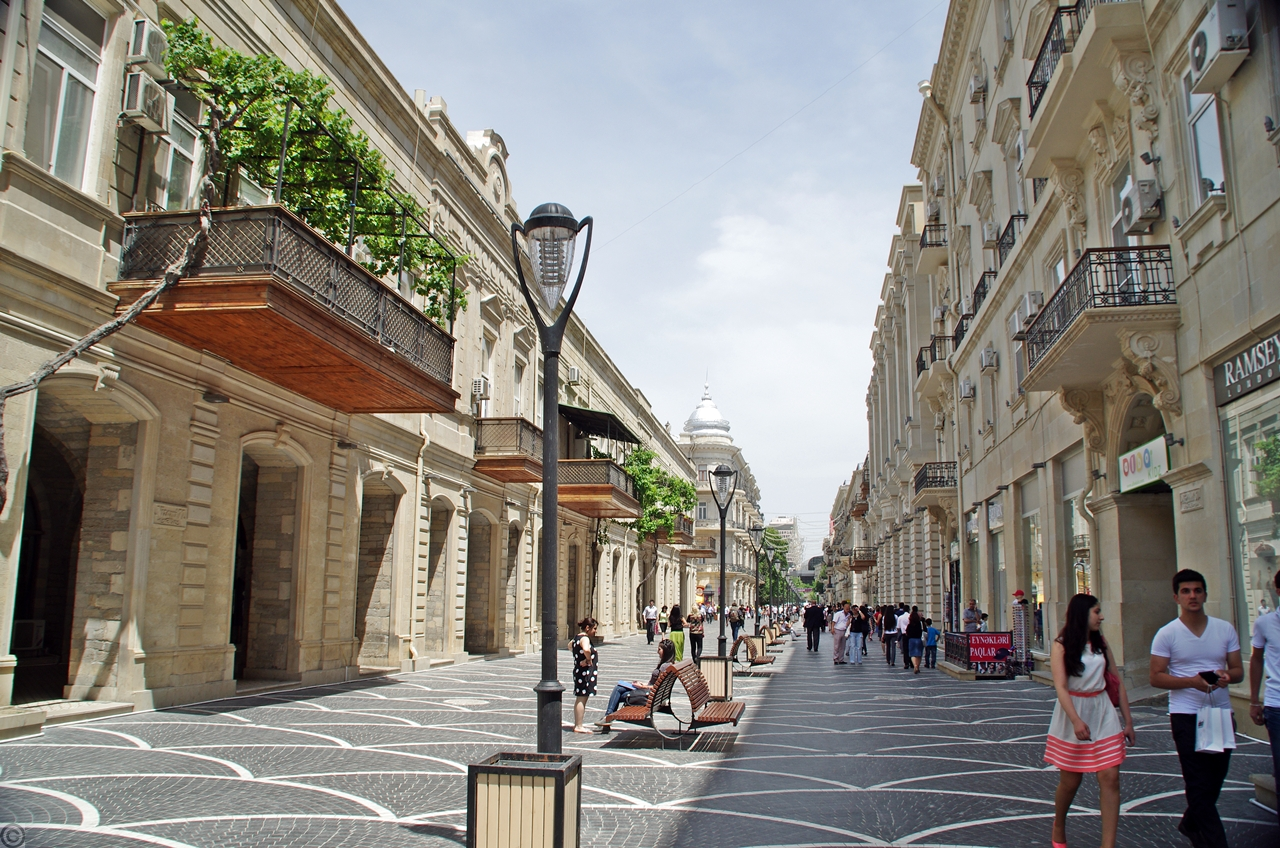
Calle del centro histórico de Bakú.

La arquitectura tradicional azerbaiyana combina elementos de las culturas de oriente y occidente. Muchos tesoros arquitectónicos antiguos como la Torre de la Doncella y el Palacio de los Shirvansháhs en la Ciudad Fortificada de Bakú sobrevivieron al paso del tiempo y actualmente son los ejemplos mejor conservados de las construcciones azerbaiyanas antiguas. La lista indicativa de sitios para el Patrimonio de la Humanidad incluye otros sitios con un estilo arquitectónico notable, como el Atashgyakh de Bakú, el mausoleo de Najicheván, las construcciones defensivas de la orilla del mar Caspio, las reservas arquitectónicas e históricas de Şuşa y de Ordubad y el Palacio del Khan de Shaki.
Otros edificios destacados por su arquitectura son el castillo cuadrangular en Mardakan, Parigala en Yukhary Chardaglar, varios puentes sobre el río Aras y múltiples mausoleos. Durante el siglo XIX y principios del siglo XX, se comenzaron a construir monumentos arquitectónicos más pequeños, así como las grandes residencias en Bakú y otras ciudades. Entre las construcciones más sobresalientes de la época contemporánea se encuentran las estaciones del metro de Bakú y las Torres Flama. Recientemente se desvelaron los planes para construir una ciudad-isla sobre el mar Caspio, que estará coronada por la Torre Azerbaiyán. Se calcula que reemplazará al Burj Khalifa de Dubái como el edificio más alto del mundo, con 1050 m.

### Cine

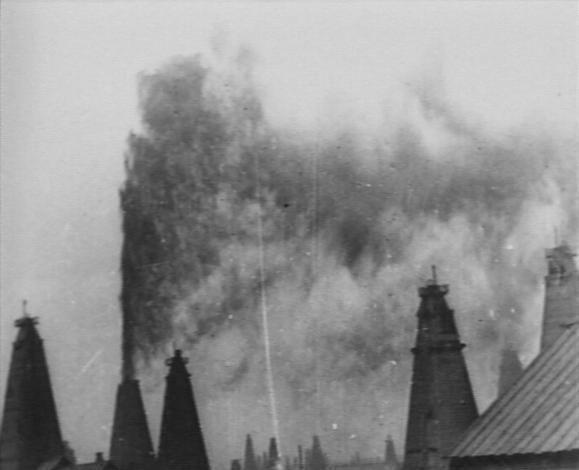
Escena de La fuente de petróleo en Balakhany (1898), una de las primeras películas (dirigida por Alexander Mishon).

El cine llegó a Azerbaiyán en 1898, haciendo del país uno de los primeros donde se desarrolló la cinematografía. La principal razón por la que Bakú atraía las empresas de filmación era por su producción de petróleo, que mantuvo el interés por la ciudad hasta la era soviética. Un año después de separarse de Georgia y Armenia, el 28 de mayo de 1919, se filmó el documental La celebración del aniversario de la independencia de Azerbaiyán, que se estrenó en junio en varios cines de Bakú. Después de su anexión a la Unión Soviética, ocurrida en 1920, Nariman Narimanov, Jefe del Comité Revolucionario de Azerbaiyán, firmó un decreto nacionalizando la industria del cine azerbaiyana, además de impulsar la animación.
En 1991, luego de la disolución de la URSS, se celebró el primer Festival Internacional de Cine de Oriente-Occidente de Bakú. En diciembre de 2000, Aliyev firmó un decreto proclamando el 2 de agosto como el día de los cineastas de Azerbaiyán. No obstante, durante el siglo XXI la industria del cine enfrenta los mismos problemas por los que pasó tras la creación de la RSS de Azerbaiyán. La elección del contenido de una película y la búsqueda de patrocinadores suelen ser responsabilidad del director, dado que el gobierno no proporciona apoyos financieros importantes a la creación cinematográfica.

### Gastronomía

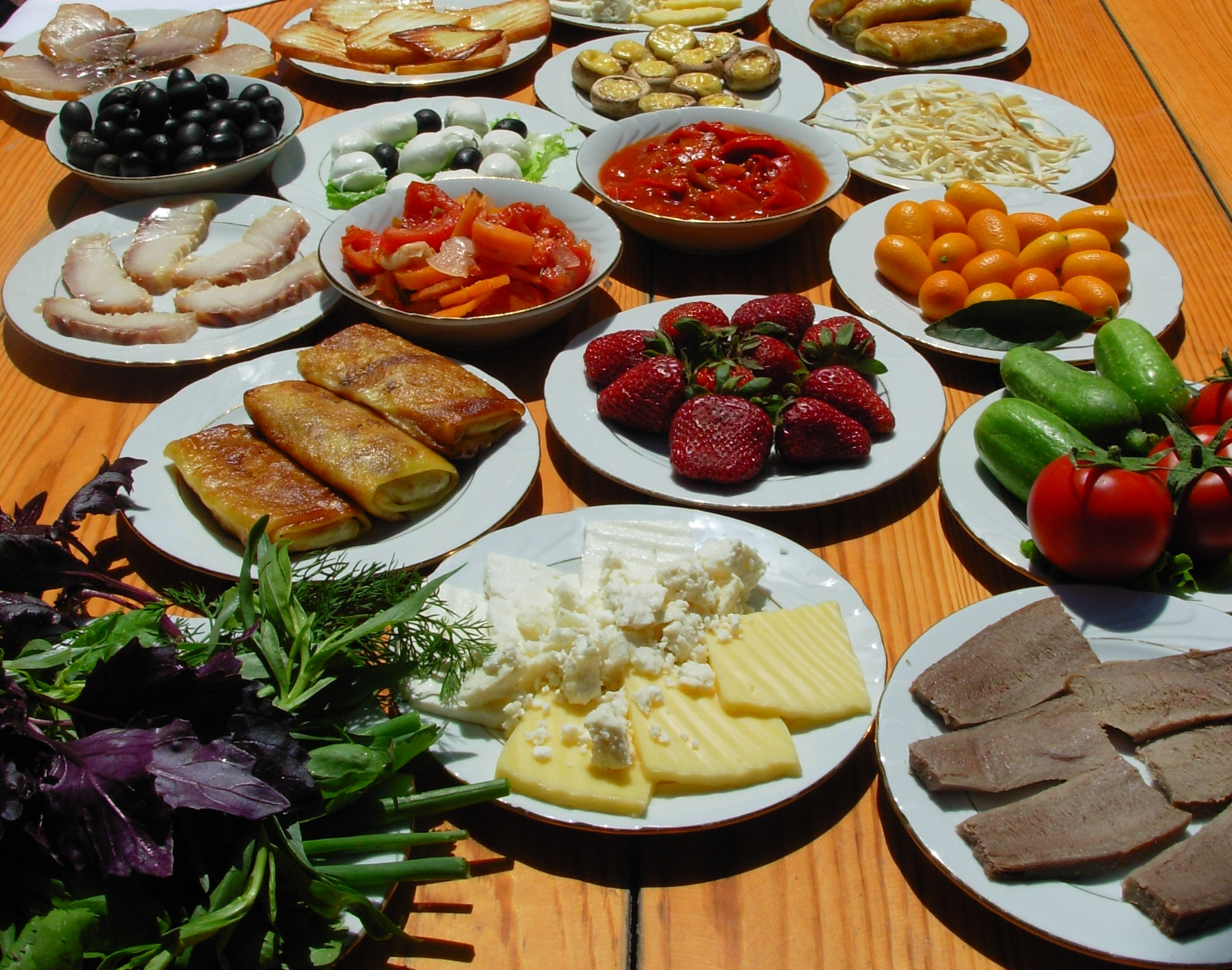
Ingredientes de la cocina azerbaiyana.

La gastronomía tradicional es famosa por la abundancia en vegetales y frutas de temporada que se utilizan en sus platos. Las hierbas frescas como la menta, el cilantro, el eneldo, la albahaca, el perejil, el estragón, el puerro, cebollino, el tomillo, la mejorana, la cebolla de verdeo y el berro son muy populares y a menudo acompañan a los platos principales de la mesa. La diversidad climática y la fertilidad de las tierras se reflejan en los platillos nacionales, los cuales están basados en los peces del mar Caspio, las carnes locales (principalmente cordero y res) y una abundancia de frutas y vegetales.
Una típica comida azerí incluye varias hojas de hierbas frescas, pan (chorek), una ensalada de pepinos con tomate, así como yogur y queso. Algunos de los platos más famosos de Azerbaiyán son el baliq, pescado preparado con hierbas y salsa; el dolma, cordero acompañado de arroz y hierbas; el lavangi, un guisado de pollo con nueces y especias; el qutab, un panecillo con cordero, queso y vegetales; y el tika kabab, brochetas de cordero con vegetales. El platillo nacional es el pilaf de arroz con azafrán, mientras que el té negro ha sido designado como la bebida nacional.

### Fiestas
| Fecha                                | Festividad                                          | Nombre local                              | Notas |
| ------------------------------------ | --------------------------------------------------- | ----------------------------------------- | --- |
| 1 de enero                           | Año Nuevo                                           | Yeni İl Bayramı                           | |
| 20 de enero                          | Día de los caídos                                   | Ümumxalq Hüzn Günü                        | En memoria de los soldados muertos durante la guerra contra la URSS en 1990.                                           |
| 26 de febrero                        | Día del Genocidio de Jóyali                         | Xocalı Soyqırımı Günü                     | En memoria a los muertos de la mayor masacre de la Guerra de Nagorno-Karabaj.                                          |
| 8 de marzo                           | Día Internacional de la Mujer                       | Beynəlxalq Qadınlar Günü                  | Celebrado desde la época de la URSS, se volvió feriado oficial en 1998.                                                |
| 21 de marzo                          | Noruz                                               | Novruz Bayramı                            | Celebración del inicio del calendario persa.                                                                           |
| 31 de marzo                          | Día del Genocidio de los azerbaijanos               | Azərbaycanlıların Soyqırımı Günü          | En memoria a los muertos de la masacre de 1918 por parte del ejército armenio.                                         |
| 9 de mayo                            | Día de la Victoria contra el fascismo               | Faşizm üzərində Qələbə Günü               | Celebración del fin de la Segunda Guerra Mundial.                                                                      |
| 28 de mayo                           | Día de la República                                 | Respublika Günü                           | En conmemoración al establecimiento de la República Democrática de Azerbaiyán en 1918.                                 |
| 15 de junio                          | Día de la Liberación                                | Milli Qurtuluş günü                       | Celebración del regreso de Heydar Aliyev como presidente de la República de Azerbaiyán.                                |
| 26 de junio                          | Día de las Fuerzas Armadas                          | Silahlı Qüvvələri günü                    | Aniversario de la fundación de las Fuerzas Armadas de la República Democrática de Azerbaiyán en 1918.                  |
| Variable (calendario lunar musulmán) | Ramadán                                             | Ramazan Bayrami                           | Celebración religiosa musulmana.                                                                                       |
| 18 de octubre                        | Día de la Independencia                             | Dövlət Mustəqilliyi Günü                  | Aniversario de la declaración de la independencia de la Unión Soviética en 1991.                                       |
| 8 de noviembre                       | Día de la Victoria                                  | Zəfər Günü                                | Aniversario de la victoria de las Fuerzas Armadas de Azerbaiyán sobre Armenia en la liberación de la ciudad de Shusha. |
| 9 de noviembre                       | Día de la Bandera                                   | Dövlət Bayrağı Günü                       | |
| 12 de noviembre                      | Día de la Constitución                              | Konstitusiya günü                         | Promulgación de la Constitución de 1995.                                                                               |
| 17 de noviembre                      | Día de Renacimiento                                 | Milli Dirçəliş Günü                       | Conmemoración de las protestas de 1989 que llevaron a la declaración de independencia.                                 |
| Variable (calendario lunar musulmán) | Fiesta del Cordero                                  | Qurban Bayrami                            | Celebración religiosa musulmana.                                                                                       |
| 31 de diciembre                      | Día de la Solidaridad de los azerbaiyanos del mundo | Dünya Azərbaycanlılarının Həmrəyliyi Günü | |

## Deportes

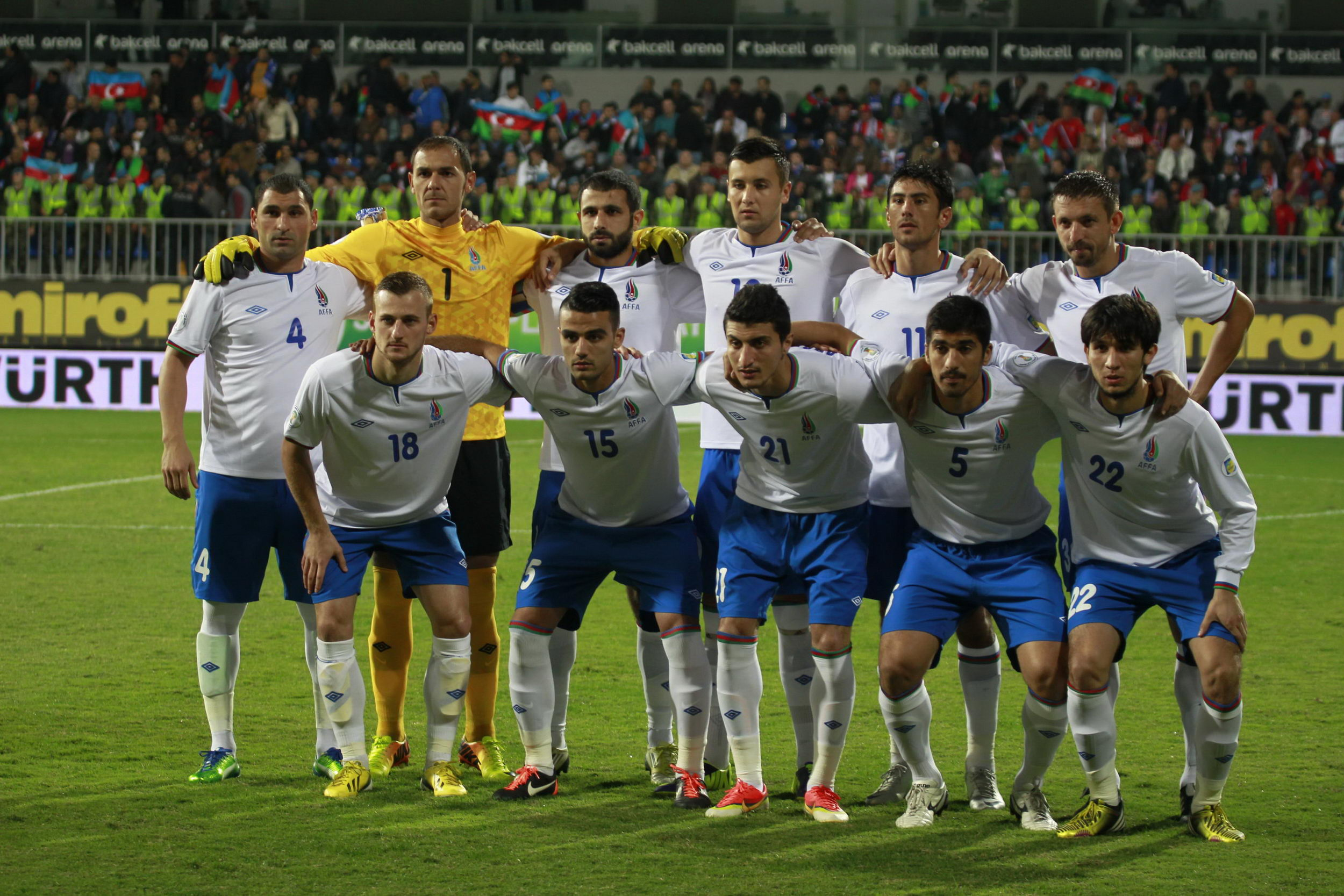
Selección de fútbol de Azerbaiyán en 2014.

El deporte en Azerbaiyán tiene raíces muy remotas, y actualmente son practicadas por igual disciplinas antiguas y modernas. La lucha libre olímpica ha sido designada deporte nacional azerbaiyano, aunque las disciplinas más practicadas en el siglo XXI sean el fútbol y el ajedrez. Desde la disolución de la URSS, Azerbaiyán ha participado en todas las ediciones de los Juegos Olímpicos obteniendo varias medallas en la lucha, el judo y el boxeo. La ciudad de Bakú ha presentado varias candidaturas para ser la sede de los Juegos Olímpicos, aunque no ha tenido éxito.
Sin embargo, la selección de fútbol de Azerbaiyán ha demostrado un nivel relativamente bajo en competiciones internacionales, sobre todo si comparamos con su liga nacional. Esto se debe principalmente a que varios jugadores extranjeros juegan para los clubes azerbaiyanos. Para contrarrestar esta situación, en febrero de 2009 se inauguró la Academia de Fútbol de Azerbaiyán destinada a fomentar desarrollo de los jóvenes futbolistas profesionales. Entre los clubes azerbaiyanos más exitosos se encuentran Neftchi Baku, FK Baku, Inter Baku, FK Qarabağ y Khazar Lenkoran. Azerbaiyán ha sido la sede de varios campeonatos regionales de este deporte, además de albergar la Copa Mundial Femenina de Fútbol Sub-17 de 2012. El fútbol sala es otro de los deportes más populares en la nación; la selección nacional alcanzó el cuarto lugar en la Eurocopa de fútbol sala de 2010, mientras que el club Araz Naxçivan obtuvo una medalla de bronce en la Copa Europea de Futsal de 2009–2010. Con el fin de promover la imagen del país, la oficina de turismo nacional se ha convertido en el principal patrocinador del equipo español Atlético de Madrid, por lo que los jugadores rojiblancos lucen en sus camisetas el logo de «Azerbaijan: Land of Fire» (inglés: «Azerbaiyán: Tierra de Fuego»).
El backgammon tiene un papel importante en la cultura de Azerbaiyán, donde es jugado por gran parte de la población local. Existen diferentes variaciones del backgammon que fueron desarrolladas por jugadores azerbaiyanos. La nación también es reconocida como una potencia en el ajedrez; pese al colapso de la Unión Soviética, este juego sigue siendo bastante popular. Entre los jugadores de ajedrez más notables se destacan Teimour Radjabov, Shakhriyar Mamedyarov, Vladímir Makogonov, Garry Kasparov, Vugar Gashimov y Zeinab Mamedyarova. El país también ha sido la sede de múltiples campeonatos internacionales de ajedrez y ganó el Campeonato Europeo de Ajedrez por Equipo en 2009.
En 2016 está se celebró en el país el Gran Premio de Europa, una carrera de Fórmula 1 disputada en el mes de junio en el circuito urbano de Bakú. Para el año siguiente, comenzó a denominarse Gran Premio de Azerbaiyán.